# 日本の学生運動

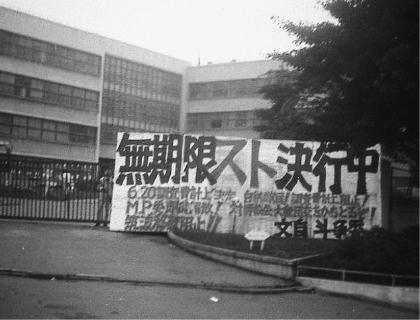
東京教育大学の無期限スト（1968年）

日本の学生運動（にほんのがくせいうんどう）では、日本国内で行われた学生運動について扱う。

## 概要
日本の学生運動は、大正デモクラシーの時期に始まり、第二次世界大戦後には、1960年の安保闘争、1968-70年の全共闘に代表される武装闘争路線が発生した。
1970年以降は、過激化した運動への学生の忌避などを理由に、戦後から高度経済成長期にかけて学生運動を主導した新左翼勢力は急激に支持を失っていった。
2010年代にはSEALDsによる運動が発生したほか、2020年代現在も学生自治や社会運動に関する様々な動きがある（2020年代の学生運動を参照）。
運動内容は時代や個別学校によって様々なものがあるが、代表的なものとして、学生自治を求める運動、反戦運動、反差別運動、管理教育への反対、学費値上げ反対運動、学寮の運動、就職活動の適正化、学生会館の自治要求などがある。

## 歴史

### 学生運動の始まり

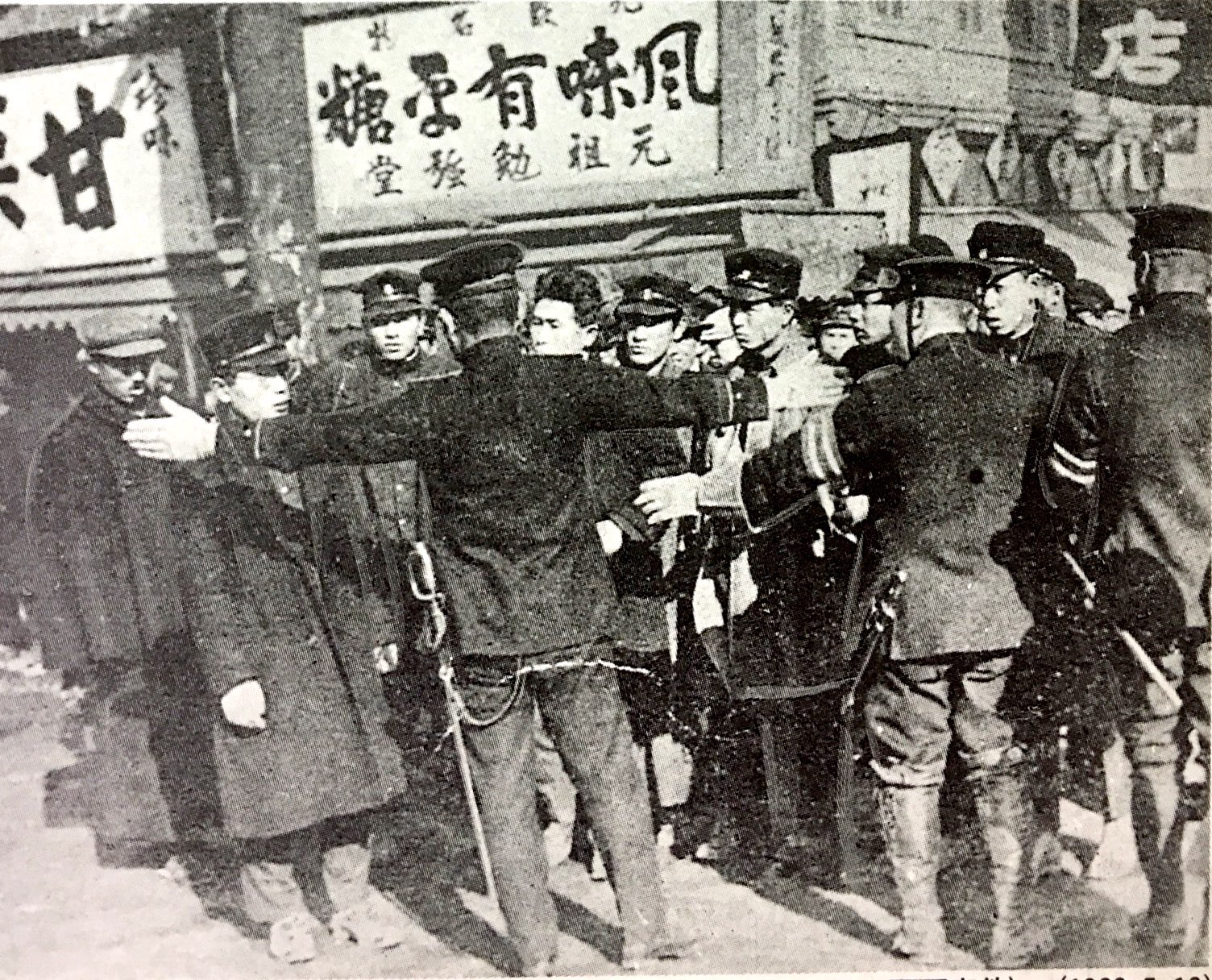
軍事教練に反対し警官とにらみ合う早大生（1923年）

日本では、明治時代から旧制高校などで校長排斥運動やボイコットによる休校（同盟休校）が度々起きていた。
第一次世界大戦直後、大正デモクラシーの影響を受け1918年12月東京帝国大学に新人会、同年京都帝国大学に労学会（同じ頃に野坂参三らがつくった東京の労学会とは別）、翌1919年2月21日早稲田大学に民人同盟会がそれぞれ設立された。その後これらの団体は普選運動に参加し、1919年1月学生による運動が起こったが、翌1920年5月10日の第14回衆議院議員総選挙と戦後不況により衰退した。
その後学生たちは労働運動・農民運動など学外の社会運動との連携を強め、1922年11月7日には学連を設立、この頃から次第にマルクス主義・社会主義の影響が拡大し、1920年代には軍事教練反対運動（1923年5月10日早大軍事研究団事件→1924年11月12日全国学生軍事教育反対同盟結成→11月〜1月社研解散命令および様々な軍教反対運動→1925年1月10日軍事教育案可決→1925年10月15日小樽高商軍事教練事件→10月三高進化会解散→12月1日京都学連事件）、自由擁護運動・学生自治運動（1926年5月29日文相内訓五ヶ条→1926年6月28日全日本学生自由擁護同盟結成→1928年6月学生自治協議会）と学生運動に関する出来事が繰り返された。
1926年 - 1931年にかけての学生運動では福本イズムの流行など理論による闘争を重視し日常闘争は軽視されていた。また、左翼学生だけでなく、広汎な一般学生らによっての学校騒動慢性化時代でもあった。

### 戦後の武装闘争

#### 全学連の結成から安保闘争へ

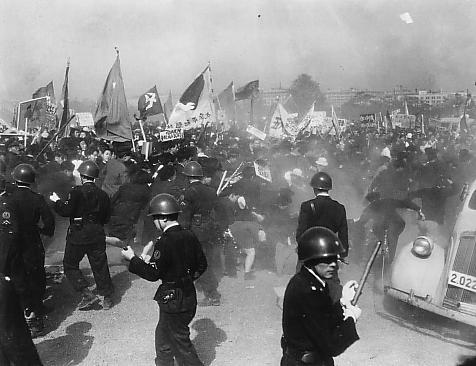
血のメーデー事件（1952年）

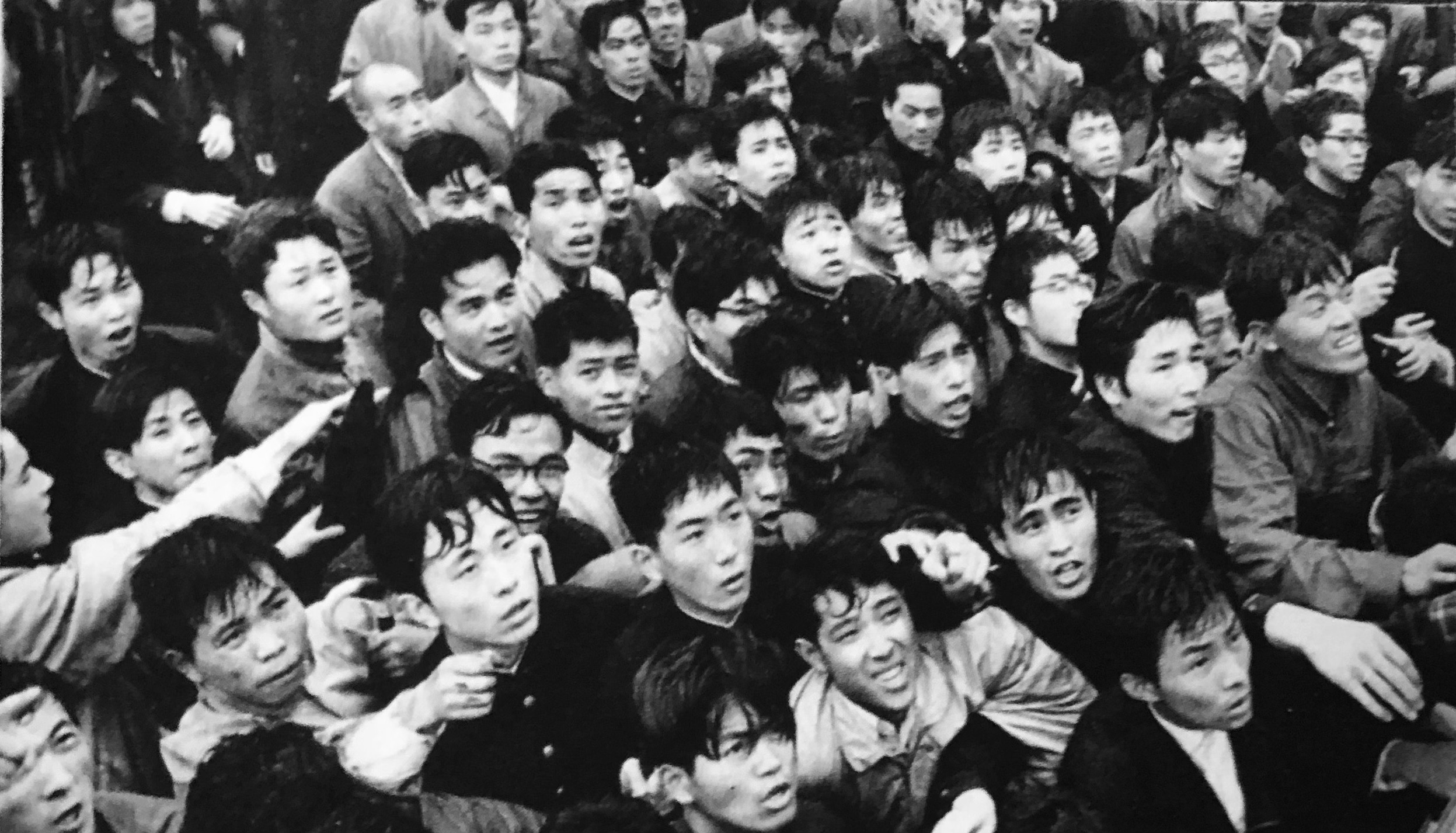
安保闘争（1960年）

第二次世界大戦後には、解体されていた学生運動が復活し多くの大学で大学民主化運動が行われ、その高揚を背景に1948年に全日本学生自治会総連合（全学連）が結成された。全学連は当初は日本共産党の影響が強く、その活動方針と軌を一にしていたが、1955年の日本共産党第6回全国協議会（「六全協」）で、共産党が大幅な路線変更（武装闘争の放棄）を行ったことを契機として徐々に距離を置くようになる。
1957年には日本トロツキスト連盟を前身とした新左翼党派革命的共産主義者同盟（革共同）、58年には共産党から除名された学生達が中心となった新左翼党派共産主義者同盟（共産同、第一次ブント）が発足し、59年以降、全学連の主導権は共産同が握るようになった。
国民的な議論となった1960年の日米安全保障条約改定をめぐる反対運動（安保闘争/安保紛争）では、全学連（安保全学連・ブント全学連）が運動の中心を担った。この闘争の最中、東大文学部の学生だった樺美智子（かんばみちこ）が機動隊との衝突の最中に死亡する事件が発生する。安保闘争後、革共同は革マル派、中核派、日本革命的共産主義者同盟（第四インター）に分裂、共産同は一時解体状態となった。
延世大学名誉教授の金亨錫は、1963年に松浦功ともに韓国を訪れた自民党政策室長に対して「日本の大学生や若い世代は、かつて世界で最も熱烈なマルクス主義の支持者だった。なのに今は左派や共産主義の支持者は見当たらないというくらいに変わった。その理由はなんだと思うか」と質問したところ「その問題は政府では解決できないので、当時中立国であった日本が学生に対して世界への旅行をするように後押した。これにより学生がソビエト連邦や共産主義国がアメリカなどの民主国家と比較して遅れていることを実際に体験したことによって自然と解決した」という回答があったとしている。

#### 全共闘と全国学園闘争

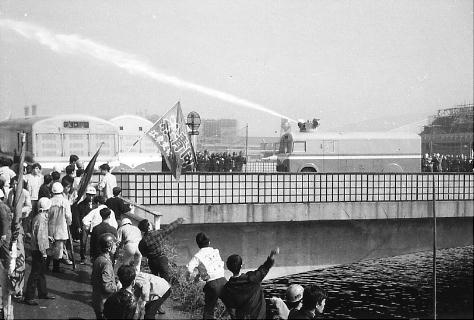
羽田闘争（1967年）

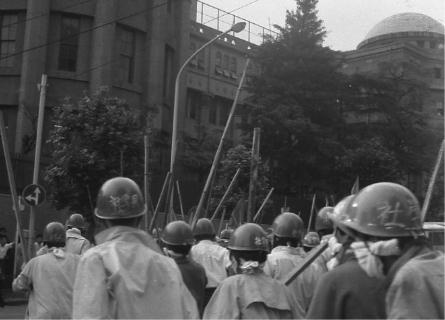
神田カルチェ・ラタン闘争（1968年、奥の建物は明大記念館）

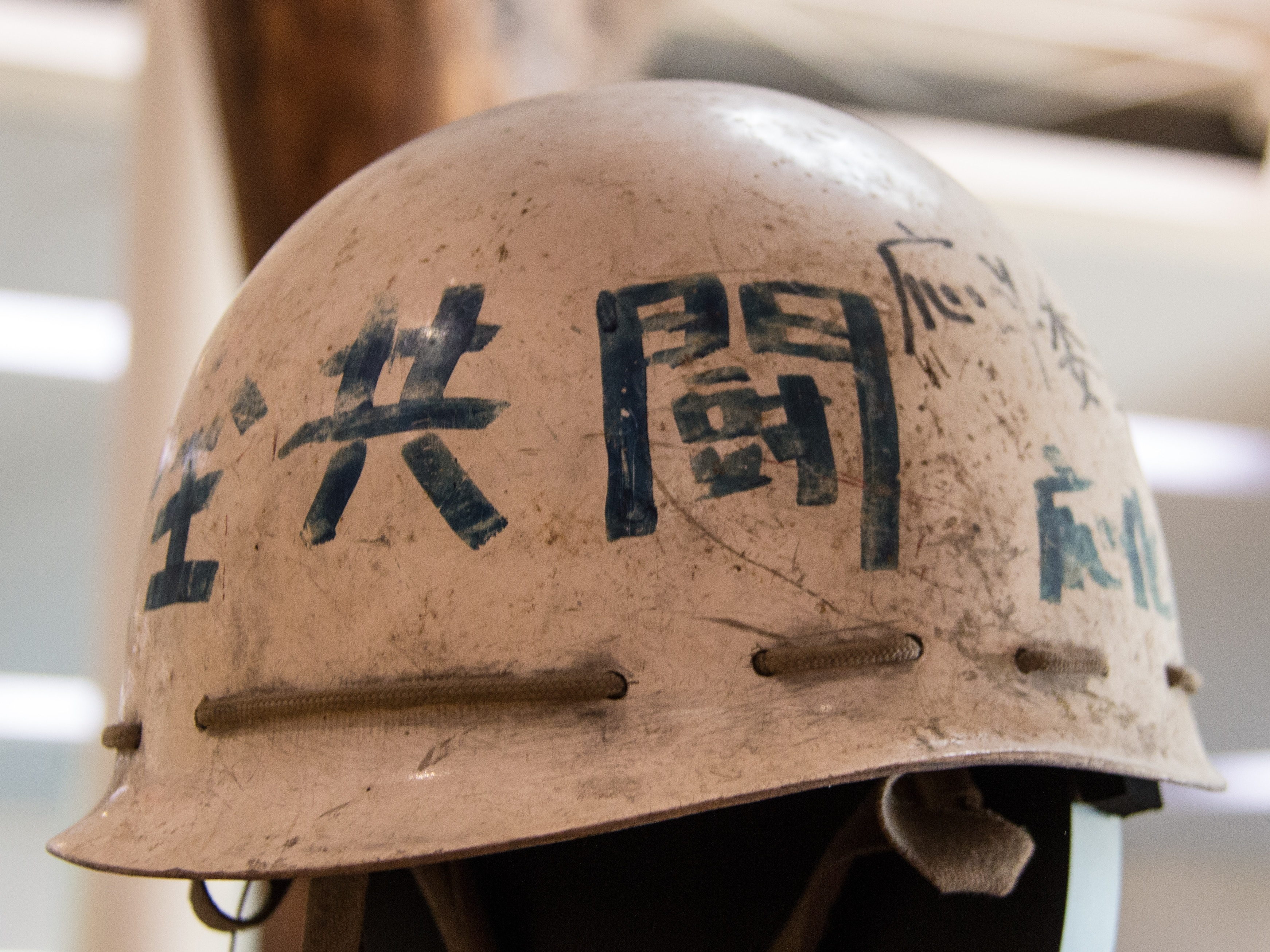
全共闘ゲバヘル

1960年代半ばになると、ベトナム戦争反対運動、文化大革命、パリ五月革命などの世界的な現象として現れたスチューデント・パワーの流れと呼応して、再び学生運動が盛んになり、早稲田大学や慶應義塾大学などで学園紛争が起こり始める（第一次早大闘争）。
1966年には共産同が再発足（第二次ブント）。同年には社会党系の社青同解放派系と共産同系の社学同諸派、それを上回る勢力の中核派による三派全学連が発足し、64年に発足した民青（日本共産党）系全学連と革マル派が主導権を握った従来の全学連とを合わせ、三つの全学連が並立することとなった。
三派全学連は羽田闘争を始めとして、街頭における多くの武装闘争を行なった。闘争には多くの学生が参加し、ヘルメットにゲバルト棒というスタイルが学生運動の定番となった。これら新左翼各派や革マル派など「5流13派」と呼ばれる新左翼党派が、様々な色のヘルメットをかぶって自派を特徴づけ、学生運動での勢力を争い、新左翼系の学生達と日共系の学生達、そして新左翼同士の間では、暴力的な対立が発生した。
1968年（昭和43年）頃、東大闘争、全学共闘会議（全共闘）と呼ばれる運動形態が現出した。全共闘は、それまでの全学連のような特定の政治党派の影響が強い既存の学生自治会に拠る運動とは異なり、党派や学部を越えたものとして組織作られ、党派に属さない学生（ノンセクト・ラジカル）が数多く運動に参加した。彼らは武装を辞さず、大学をバリケード封鎖することによって主張の貫徹を試みた。東京大学で始まった全共闘運動は1969年（昭和44年）には全国に広がり、1969年には全国127の国公立大学や私立大学において、何らかの闘争状態・紛争状態となった。1968-69年の全国的に学生運動が発生した時期は学園紛争期と呼ばれる。こうした学生運動は、一部の浪人生や高校生などにも波及した。
街頭闘争でも1968年、1969年の国際反戦デーでは全国で投石や火炎瓶などによる闘争が行われ、また三里塚や沖縄デー（サンフランシスコ平和条約が発効し、法規的に沖縄が日本の施政権から外された4月28日を指す）などでも、学生と機動隊間での衝突が発生した。
1968年10月、日大闘争中に日本大学経済学部本館のバリケード封鎖解除に出動した機動隊員が校舎の4階から落とされた重さ約16kgのコンクリートの塊が頭に直撃し殺害される事件が発生。大学進学率が10%台である当時において大学生はエリートであり、また日大闘争の発端は大学当局の腐敗によることは警察関係者も認めるところであったため、警察も彼らの未来を潰さないよう出来る限り穏便に事件を解決しようとしていた。しかし、警察は死亡者が出た事で方針を転換、少人数の集会でも数倍の人数で一気に征圧するなど、強硬手段を執るようになる。なお、関与した容疑者は何人かいたが、全員が「その場にいた証拠がない」として無罪となり、現在も真相は明らかでない。
さらに半年後の1969年4月12日にも、岡山大学で機動隊員の巡査が学生による投石を頭部に受け同日夜に死亡する事件が発生した。これは岡山大学の学生による学生課長及び教養部教官に対する集団暴行傷害事件について大学長が学生十数名を告発したことに伴う岡山県警の強制捜査の際に起きた事件で、学生約150人は警察官に激しい投石を行い執行を妨害。殺害された巡査以外にも警察官多数が負傷した。
ピーク時には警察が把握した極左暴力集団だけでも総数約5万3500人、35都道府県176校に及んだ。
大阪では大阪府高連を中心に高校生によるキャンパスのバリケード封鎖が行われている。運動は、生徒会などを取り巻く環境の改革運動、服装自由化運動や制服廃止運動、教育課程や教育方法の改善運動を派生させたこともあった。浪人生においても、東京や大阪のような大都市では活発な運動が展開され、全国浪人共闘会議（浪共闘）が結成された。セクトとしては中核派系の反戦高協が最大であった。
政府は大学紛争に対応するため、1969年に大学の運営に関する臨時措置法を制定し、大学に教育研究活動の停止を含めた対応措置を認め、さらに紛争が長期化する場合は政府が大学組織の改廃を可能とする内容を盛り込んだ。

#### 武装闘争とジェンダー
警察の機動隊が代表するような「国家が行使する軍事的暴力」に対抗するとして、学生も武装を行なった。この武装化の現象を「軍事的男性性」と呼ぶ。運動内では肉体的に女性より能力が高い男性が優遇され、運動内での「身体パフォーマンスの極度な重視、女性を性的対象と見なす文化」（女性差別）が強まっていき、旧社会の家父長制が運動内で克服されるに至らなかった。運動内で女性が主に被害者となる性暴力も各所で起きた。
街頭での警官隊や他党派との暴力闘争など、運動の目立つ部分は男性が行い、女性は家事やガリ版の印刷等、その補助に回るという家父長的な文化は克服されぬままだった。当時を振り返って「既成の秩序や考え方にあらがう同志でさえも、男に仕える「カノジョか飯炊き」の役回りを求めていた。」と語る者もいる。
東大紛争に参加していた上野千鶴子も影で支えるタイプの女性はモテるのに男子と一緒にゲバ棒を持つ同志タイプの女を彼女にしない学生運動家のダブルスタンダード、大学闘争の現場に居た同士であるが性的に開放的な女性を「公衆便所」と呼んでいたことを批判している。また、派手な現場は男性が独占し、上野を始めとした女性は「銃後」として、おむすび製作をやらされていたこと、運動には男女もないはずなのに「男並みになろうとする女」はバカにされる男女性差別を味わって怨みが湧き、後のフェミニストになった理由とも明かしている。
日本赤軍の元最高幹部の重信房子は、出所後の2023年に朝日新聞から受けた取材の中で当時を振り返り、重信が明治大学で学生運動をしていた当初は「左翼の男性には女性と対等を心がけるフェミニストも多く日本の男社会の壁も乗り越えられる」とポジティブに考えていたが、実際の運動現場には「無自覚な女性差別が多かった。男性中心の学歴主義で上下関係が強く、女性は排除されていた」と語っている。重信はその時に重信が当時加入していた赤軍派の中央委員会に対して、遠山美枝子ら女性メンバーらと連名で「補助的な仕事しかさせないのは差別」、「能力に応じて配置を」と意見書を提出したが、それを受け取った赤軍派の男性幹部は「なまいき」と一言で済ませ、それに対して重信は「女で上等、それが何か」と啖呵をきったという。そのこともあって当時の重信は「社会が変わらない限り議論しても無駄。闘争の過程で人間としての女性の価値を認めさせるしかない」と考えたが、今は「家父長制的で女性差別もあった組織を、多様な意見を取り入れる組織に変えることが出来なかった。反省は多い。」と当時を振り返っている。
学生運動の前線で活躍して「ゲバルト・ローザ」と評された柏崎千枝子のような女性もいたが、あくまで例外的な存在であった。
1970年に田中美津は「便所からの解放」というビラを作成して、これを告発した。田中らは同年「ぐるーぷ闘う女」を結成。やがて場としての「リブ新宿センター」を設立して1970年代以降のフェミニズム運動やウーマン・リブの牽引役となっていく。

#### 「内ゲバ」と暴力の激化、衰退
1970年頃までは、学生運動に共感を持つ人々が多く存在していた。この背景には「学生は世の中をよくするために身を挺して立ち上がっている」という意識や、学生運動を「若者のエネルギーの発露」としてそれを許容する空気が広く存在したことが挙げられる。権力側も一部には学生運動をする学生たちを「左翼の国士」と見るような風潮もあった。
しかし、内ゲバや武装のエスカレートで市民の支持は徐々に失われていく。1960年代の新左翼党派の再編過程、路線対立の過程で暴力的衝突は日常と化していた。党派闘争が発生し、1970年以降は本格的な殺し合いに発展していく。1971年、法政大学での中核派による海老原事件と、それに対する革マル派の報復から、両派は凄惨な内ゲバを繰り広げ、ここに革労協と革マル派の間での内ゲバも加わり、1970年代は全国の大学で暴力の恐怖が蔓延した。
これら内ゲバや、赤軍派に代表される爆弾や銃による武装はエスカレートし、1972年には連合赤軍による12名のリンチ殺人事件（山岳ベース事件）が発覚した。こうして新左翼系学生運動は急速にその支持を失っていった。同様に、「民族派」学生運動も次第に衰退していった。
大学紛争での「敗北」を契機として、高度経済成長の中で「革命」への動機を失った労働者への失望と反感という形で、この頃から新左翼の革命の主体はプロレタリアートからサバルタンへと移っていったともされる。
一方で、大学当局側は共産党に支配されるよりは良いとして、新左翼が大学を支配することを容認した。大学における支配に成功した勢力は自党派以外の運動を徹底的に潰していったとされ、結果として学内における新興の運動は現れにくく、後のピースボート等の新興勢力は学外で誕生することになったとされる。
大学での運動の縮小後、中核派や第四インターなどの新左翼勢力は成田空港に反対する成田闘争や国鉄民営化阻止運動へ向かった。（→成田闘争#新左翼党派の介入）

### 「民族派」の学生運動
戦後日本の大学では、1945年（昭和20年）8月の日本敗戦とその後の米軍による7年間にわたる占領政策の影響、そして世界的な共産主義思想の流行によって、左翼運動の独壇場ともいえる情況が現出した。
一方で、これら左翼学生運動の勃興に対する危機感から、「民族派」と呼ばれる右翼学生組織も次々と結成された。これら民族派学生組織の多くは、左翼による大学のバリケード封鎖に反対する「学園正常化」を掲げたほか、日本敗戦後の米軍による「日本弱体化」政策（ポツダム支配）と、米ソによる世界分割支配「ヤルタ体制」を厳しく批判して運動した（2つをまとめて「YP体制」と蔑称する）。
1969年頃から左翼系学生運動に対抗する形で、民族派系の生長の家学生会全国総連合（生学連）、全国学生自治体連絡協議会（全国学協）、日本学生同盟（日学同）、日本学生会議（ジャスコ）、日本民主社会主義学生同盟（民社学同）、反憲法学生委員会全国連合（反憲学連）、全日本学生文化会議やなどの、右翼・反共学生団体が出現した。
統一協会系の原理研究会は国際勝共連合と協力して反共運動を活発的に行なった。一方で悪質な偽装勧誘が目立ち、脱会者が起こした青春を返せ裁判では敗訴を重ねている。
創価学会は新学生同盟（新学同）を作って独自行動を行った。
全国学協から一水会を結成した鈴木邦男や戦旗派から転向して統一戦線義勇軍に加わった見沢知廉のように左翼やアナキストの急進派に対するシンパシーをどこかに持っていた人物もいれば、徹底的な反共主義者まで様々であった。

### ノンセクトラジカルの運動
1970年代に活動した東アジア反日武装戦線はアナキズムに影響された窮民革命論とテロ活動を行なった。特に爆弾及び組織作りの教本の腹腹時計は社会に大きな影響を与えた。グループは連続企業爆破事件を起こして壊滅した。
1980年代に入ると学生たちによる連絡会である関西学生連絡会、首都圏学生実行委員会による活動が行われた。1984年には学内で活動する統一協会系の原理研究会・国際勝共連合に対抗する学生グループから「反勝共原理連絡会議」が登場した。また、一部の団体は、大衆的なテント演劇団（風の旅団など）の学内公演の実施にも取り組んだ。
1987年に結成された反天皇制全国個人共闘・秋の嵐は、前述の学生運動者のみならず、バンドマンや劇団員の参加が多く、原宿駅前や代々木公園周辺の歩行者天国で反天皇制を題材にしたゲリラライブやゲリラ演劇、路上での大宴会などを催して沿道の若者達を巻き込んでいく派手な街頭闘争（路上解放区）を展開した。しかし警察の弾圧や右翼の襲撃によってやがて活動を停滞させていく。
その後も、ノンセクト系の活動者は寄せ場の野宿者運動、女性解放運動、障害者解放運動、合同労働組合などの運動に向かった。
1996年～2000年前半にかけて松本哉らが法政大学で「法政の貧乏くささを守る会」を立ち上げる。学内で路上鍋をするなど解放区を演出。この運動は「全日本貧乏学生総連合」（全貧連）が結成され、他大学にも派生する。松本は卒業後も杉並区高円寺で2005年から今に至るまで行われている「素人の乱」を継続している。
早稲田大生が始めた脱資本主義を掲げたオルタナティブ運動としてのだめ連、「布団の中から蜂起せよ」と訴えるアナーカ・フェミニストの高島鈴など、個人の生活スタイルの変化に重視を置く運動も起こっている。

### マイノリティ解放運動
かねてから貧困に苦しむ人々に対する学生によるセツルメント運動（学生セツルメント）が存在した。関東大震災の救援活動を契機に設立された東京帝国大学セツルメントが嚆矢。以来、現在まで学生によるセツルメント運動は続いている。
1960年代から障害者解放闘争が活発となっていく。障害者団体の全国青い芝の会の運動に学生が参加したり、安保闘争に障害者が参加する動きがあった。後に在宅障害者の保障を考える会（在障会）を結成することになる新田勲、三井絹子らが中心となって闘った1972年の府中療育センター闘争でも学生たちがこれに参加したり、障害者の介助を行ったりした。他、幾つかの新左翼党派はS闘争に取り組み、この運動が契機となり全国「精神病」者集団の結成につながった。1999年、立正大学の殿岡翼らが全国障害学生支援センターを設立した。こちらも現在まで活動を続けている。
1967年の第一次羽田闘争に参加した沖縄出身者の学生が処分されたことから「与那覇君を守る会」が関西でおこり、やがて沖縄学生闘争委員会準備会（沖闘委）が誕生した。沖闘委は沖縄青年委員会に発展するが、中核派系と海邦派系に分裂し、沖縄自立派の海邦派は1971年に沖縄青年同盟を結成する。1971年10月、沖縄青年同盟のメンバーは沖縄の日本復帰への拒否を訴え、東京の国会で爆竹を鳴らした「沖縄国会爆竹事件」を起こす。
1919年3月1日、日本統治下の朝鮮のソウル市で起こった三・一運動は、1918年に東京の留日朝鮮人学生達がYMCA会館に結集し、「独立宣言書」を採択した（二・八独立宣言）ことが契機となった。この時の独立宣言書は金瑪利亜（金マリア）によって日本から朝鮮に運ばれた。戦後の日本でも1969年〜71年までの反入管運動では在日韓国青年運動が積極的な運動を行った。
1970年7月7日の華僑青年闘争委員会による日本人左翼批判「華青闘告発」に新左翼各派は強い衝撃を受け、今に至るまで強い影響を与えた。
竹中労・平岡正明・太田竜らは、窮民革命論を唱えた。アイヌ解放同盟や船本洲治の活動や映画「山谷─やられたらやりかえせ」が著名である。寄せ場の日雇い労働者と学生による連帯の動きもあった。
部落問題には様々なグループが取り組んだ。特に部落解放同盟は各地に「部落解放研究会（解放研）」を組織したが、部落解放同盟と日本共産党の関係が悪化するにつれて学校内でも不穏な情勢となった。特に1974年の八鹿高校事件は著名である。部落解放同盟と新左翼諸派系の学生が狭山事件の支援を行う一方で共産党系の学生は距離をとって対応する等の温度差が現在までも存在する。
佐藤勝巳は、第二次大戦前後に実際に朝鮮人と共に運動を行っていた共産党初期世代は贖罪意識と無縁だったといい、「当時、共産主義の本家ソ連共産党が、日本で相手にした政党は日本共産党で、社会党などの社会民主主義政党ではなかった。ソ連共産党に相手にされない社会民主主義者と、その系列の文化人たちの間に、帝国主義と戦わなかったという負い目が、劣等感を持つにいたったのではないか」「この劣等感の裏返しが「贖罪意識」となったのではないか」と述べている。

### 管理教育への反対運動
70年代～90年代には、日本各地の中学、高校で管理教育が行われていた。生徒、学生、若者などによるこれに対抗する運動としては保坂展人らがミニコミ誌の学校解放新聞を発行したり、学校開放新聞の編集場兼フリースペースとして青生舎が東京都世田谷区で1976年に開かれた事例がある。大阪では全逓信労働組合の事務所が開放されて不登校の若者の居場所として活用されたり、横浜では赤田圭亮らが開いた「管理教育から学校を解放する自立センター」があった。学校開放新聞には西原理恵子がイラストを寄せたり、後に全国不登校新聞社に関わる伊藤書佳が編集に携わった。
他に愛知県立東浦高校での経験を高校生時代に「熱中高校?って、なんだ　〜愛知・東郷高校で何が行われているか」として発表した内藤朝雄や福岡の「反管理教育中高生ネットワーク・DPクラブ」の外山恒一らの運動が知られている。
2000年代以降も、学生の「校則の制定に生徒も関与する形の学校内民主主義」を求める動きがある（校則問題を参照）。
フリースクールの運動としては、1985年には奥地圭子より東京シューレが東京都北区で開始され、今でも活動を続けている。

### ジェンダーに関する運動
2025年現在、日本のジェンダー・ギャップ指数（男女格差を測る指標）は世界118位であり、低い状態が続いている。2025年には東大生によるNPO団体「#YourChoiceProject」が、大学進学におけるジェンダー・ギャップに関する「白書」を発表した。 2024年には関西の大学生・大学院生による学生団体「BeaGe」が「エシカルエキスポ2024」への出展を行うなどの活動を行っている。
日本の性的少数者に関する運動は、1970年代前半に起点を見出すことができる。1972年にはレズビアン・サークル「若草の会」が設立、84年にはIGA日本が設立された。IGA日本における「学習会」の参加者は、大学生や浪人生が主であったとされる。87年にはIGA日本から高校生ほどの年代の5人のメンバーにより「動くゲイとレズビアンの会（アカー）」が分裂、発展。1990年代には国家・マスコミに対して性的少数者への差別解消を訴えた。
2011年4月にはLGBT当事者らが中心となり、早稲田大学公認学生団体のRe:Bit（後に認定NPO法人化）を立ち上げた。他大学でも類似する学生団体の設立が相次いだ。この流れは2020年代になっても継続され、東北大学では「学生サークル東北大学AROW」が立ち上がり、LGBT+・性教育・SOGIに関するハラスメント・性差別等への勉強会や調査活動などを行っている。全国の大学で、多くのLGBTQ+サークルやSOGIサークルが活動している。

### 2000年代

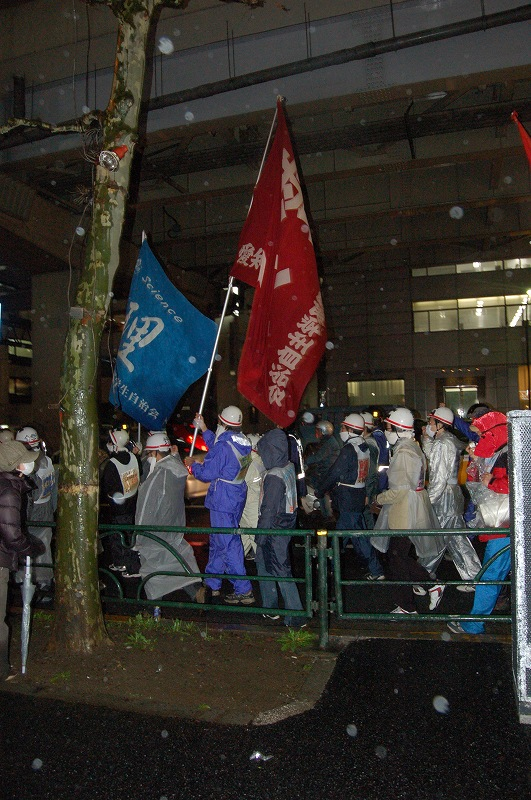
革マル派全学連によるデモ行進の様子（2009年）

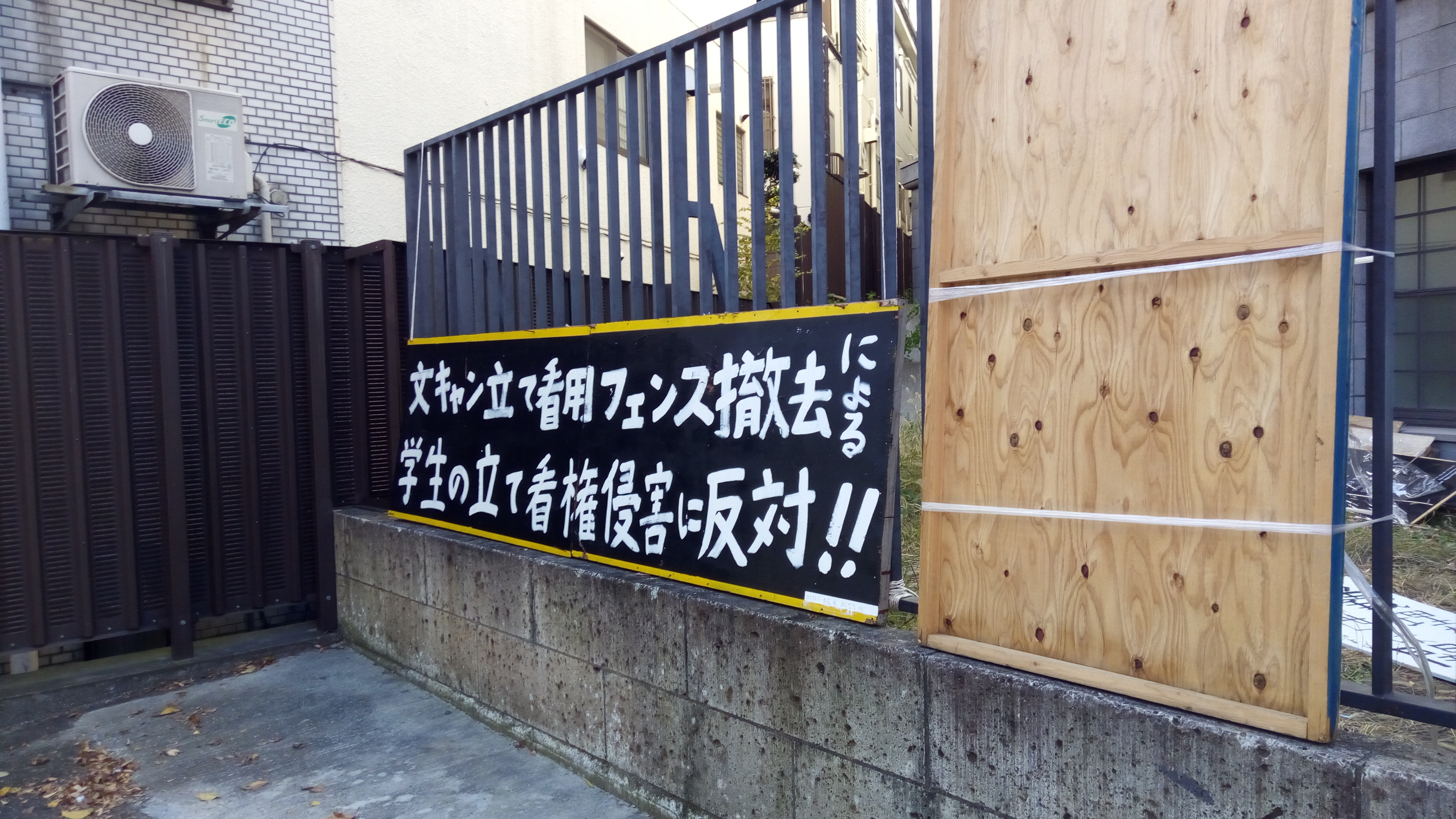
早稲田大学の立て看板（2018年）

2000年代には、学生運動の拠点であり、学生自治の空間とされる自治寮や学生会館などの閉鎖が相次いだ。これらは、学生側の反対にもかかわらず行われたとされる。例としては、2001年に東京大学駒場寮と早稲田大学西早稲田キャンパスの地下部室、2004年には法政大学学生会館、2005年には京都大学吉田キャンパス北西端の百万遍交差点に面した石垣、2006年には東北大学有朋寮が閉鎖された。京都大学では反対する学生が石垣カフェを営んだ。
同時期には大学当局による新左翼勢力の排除も起きている。2000年には、解放派が明治大学から排除（解放派の排除）され、2005年までには早稲田大から革マル派が排除され（早稲田大学からの革マル派の排除）、2006年から2009年には法政大学学生運動の一斉検挙により中核派及びその他学生110人以上が集団逮捕された。
右派系学生の動きとしては、国士舘大学内のサークル「皇国史観研究会」が活動している。この会の金友隆幸は在学中に維新政党・新風の学生部長となっている。
2008年に起きたリーマンショックでは、派遣切り、内定切り、非正規雇用の悪待遇などに対する抗議デモや就職活動抗議デモなどに学生が組織的に参加する動きが見られた。首都圏青年ユニオンやフリーター全般労働組合、各地の全国ユニオン系労組や全国一般全国協系の労組や全労連・全国一般労働組合系労組など一般労働組合なども精力的にこの問題に取り組み、学生などの青年層を取り込んだ。NPO法人のPOSSEも労働に関する相談、セミナーの開催、書籍の出版等を取り組み、青年層の取り込みを行った。
2009年、日本学生支援機構が奨学金の滞納者に対してブラックリストを作成し、民間の債権会社に委託して取立てを強化する方針を打ち出したことに抗議して、京都精華大学の学生らが「ブラックリストの会」を結成して抗議デモを行った。これに連帯した栗原康らは「ブラックリストの会 in TOKYO」を結成して、ブラック・ブロックを参考にして、新宿区市ヶ谷の支援機構やブラックリスト化を提言した小林雅之に対して直接抗議を行った。

### 2010年代
2011年以降の脱原発デモ、2013年の特定秘密保護法反対デモ、2014年以降の集団的自衛権行使容認並びに安保関連法案反対デモなど無党派層を巻き込んだ新形態の学生運動が盛んに行われた。これらは学外で主に活動し、特に2013年には特定秘密保護法に反対する学生有志の会（SASPL）、2015年にはその後継団体として自由と民主主義のための学生緊急行動（SEALDs）が結成された。SEALDsは安保法制の廃案を目指して、連日国会前でデモを行い、法案が通過した後も毎週金曜日にデモを続けた。国会前に集まったのは大半が若者ではなかったともされるが、運営や秩序の維持自体はSEALDsによって行われていたとされる。SEALDsによる運動は「若者が動き出した」という印象とは裏腹に、同世代に浸透していたとは言い難い状況があった。SEALDsはのちに「市民連合」に参加し、参院選における野党統一候補の当選を支援している。
2011年以降に続いた行動する保守を称する在特会らの極右の市民グループが行った東京の新大久保や大阪の鶴橋でのデモ行進などの日本国内で起きる外国人などに向けられたヘイトスピーチ、ヘイトクライムへ対抗する運動に参加する学生もいた。2014年には東京大学の学生が在特会のデモへの抗議中に逮捕されてもいる。
右派系では統一協会系世界日報がSEALDs等の学生運動の背後には共産党がいると報じつつ、関係団体の国際勝共連合が学生団体「UNITE」を組織して「安倍政権を支えよう！」、「日本共産党にだまされるな」、「憲法改正賛成！」、「安保関連法制賛成！」と全国各地で街頭行動を展開した。UNITEの代表の小村聡士が「女性には家庭の役割もある。どんどん社会進出していきましょうというのは、ちょっと違うかなと思う」と話す等、バックラッシュ的な運動を展開した。UNITEに参加した大学生や高校生の多くは統一協会の宗教2世であるという。この件については自民党IT戦略特命委員長の平井卓也がUNITEの活動へ強い支持表明を行っていることも確認できる。
2012年に中核派は京都大学同学会を「再建」したと称し、2015年には京大構内の建物の一部を占拠するバリケード・ストライキを決行した。2017年には前進チャンネルをYouTube上で開始する等、SNSを重視した運動も始めている。
ノンセクト・ラジカル系は、2010年代前半には「ゆとり全共闘」と称して学外で反就活デモを実施し、学内では学生自治や就職予備校化する大学のあり方に抗議するために情宣活動やパフォーマンスとしての「路上鍋」を行った。2010年代半ばには、安保関連法案に反対して国会前で学生ハンスト（グループ「DA/直接行動」）を実行したり、学生を初めとして様々な立場の人たちが交流するためのアウトノミアスペース・オルタナティブスペース（東京の「共同運営実験スペース りべるたん」、京都の「オープンシェアハウスサクラ荘」、福岡の「BUMBO福岡」など）を各地で運営した。2014年ごろから、外山恒一が福岡にて学生限定の「教養強化合宿」を始めた。この合宿が合宿経験者の学生たちの一種のネットワークになっていると荒木優太は評している。
2016年にはNPO法人「POSSE」に関係する新左翼系の「京大政経研グループ」とその関東の組織「都立大グループ」が学内で名前と所属を隠して学生に対して勧誘を行う行為を繰り返していたことが報じられている。なお、この記事によると今野晴貴、川村遼平らのセクトへの関わりが報じられており、佐々木隆治が事実上のセクトのトップであると語られている。
2017年には、京都大学当局が京都大学吉田寮から寮生追い出しを予告し、吉田寮自治会はこれに抗議する運動を行っている。
2017年10月には、朝鮮学校が高校無償化制度から除外されていることに対する制度の適用を求めたデモが東京の渋谷で行われた。神奈川朝鮮中高級学校に通っている学生は「朝鮮学校で民族を学び、朝鮮人として生きることは何も間違っていない。自分たちの姿を知ってもらうため堂々と歩きたい」と記者に話して、デモ行進を歩いている。
2018年5月には京都大学の立て看板を京都大学当局が撤去を始めた。学生らはこれに抗議し、ゲリラ的に立て看板を立て続けている。
2018年に発覚した医学部不正入試問題では、女子受験生に対して不利な扱いをした順天堂大学に抗議するサイレントデモが同年10月に同大学前で行われた。医療系学生らでつくる団体「MSAIDs（エムセイズ）」が主催し、現役の医学生や作家の北原みのりが参加した。同年12月には現役の医学生にして元受験生の学生有志により「入試差別をなくそう！学生緊急アピール」というグループが立ち上げられた。グループは東京医科大学や昭和大学で起きた入試の不正は女性への差別、浪人生への差別であると訴えて、この問題に立ち向かうためにChange.orgによる署名運動を展開した。
2019年には、複数の大学に通う学生が「ミスコン＆ミスターコンを考える会」を発足させた。学園祭におけるミスコン・ミスターコンの開催が「容姿差別（ルッキズム）を助長する」「男らしさ、女らしさに基づいて画一的な美しさを押しつけている」「大学にふさわしくない」と訴えている。立て看やビラまき等も行っている。
2019年1月には、東洋大学の学生が同大学のキャンパス内で同大国際学部教授の竹中平蔵を批判する立て看板を掲示し、ビラまきを行った。学生側はこの件で「大学から退学を勧告された」と訴えている。
2019年2月に沖縄県で行われた辺野古米軍基地建設のための埋立ての賛否を問う県民投票では、琉球大学や名桜大学の学生らが模擬投票や基地視察などの街頭行動を行った。沖縄県外の出身の学生も参加したという。保守系の5人の市長らは県民投票そのものへの「不参加」を表明したが、この5人の市長に対する抗議として元山仁士郎（一橋大学院修士課程所属、SEALDs RYUKYU）はハンガーストライキを行った。
2019年6月には世界的な＃MeTooと関係して、日本の職場で女性がハイヒールおよびパンプスの着用を事実上義務づけられていることに抗議する#KuToo運動の一環として、石川優実や就職活動中の女子学生らが厚生労働省雇用環境・均等局へ書面を提出して記者会見を行った。
2019年の渋谷駅周辺地域の安全で安心な環境の確保に関する条例の制定に対しては、学生らを含む若者グループらが渋谷区のジェントリフィケーションに反対するとして、街頭での抗議運動に取り組んだ。
2019年-2020年香港民主化デモの香港民主派の学生達に共感して、香港へ渡航した東京農業大学の学生が2019年11月に香港理工大学で香港警察に逮捕され、日本に強制送還された。
学生運動の新しい形として一時期マスメディアより注目を集めた2010年代の学生運動であったが、当時の若年層の間では自民党の支持が多世代以上に高い状況となり、支持を得ているとは言い難い結果に終わった。また、学生デモの参加者にシニア層が多く含まれていたことが指摘されている。
「SEALDs KANSAI」の服部涼平は、「デモに参加して感じたのは若者の少なさです。『若者がデモに参加した2015年』という切り取り方をされることもありますが、実際は大半が年配の方でした。学生は時間的にも金銭的にも余裕がないのは大きいと思います」と持論を述べる一方で、「（SEALDsの）解散後は、自分たちの生活圏で運動を切りひらいていくことが求められると考えるようになり、2017年春に学内（和歌山大学）で『社会科学研究会』を立ち上げました。安保法案以外の、たとえば地元の課題なども扱う必要があると感じていたからです。立ち上げ当時は10人くらいで学習会やシンポジウムを開いていました」とも語っている。
藤木は、SEALDsの解散会見での「誰かに期待するのではなく個人が自分の責任において行動することの必要性」というメンバーの発言を挙げ、SEALDsの成果は「期待して待っているだけでは何も変わらない」状況を打破したことだとしている。
絓秀実は3.11以後の状況について「3.11を経て、ヘイトとポリコレで奇妙な行き詰まりの様相を呈している」と評している。

### 2020年代
2020年代に入ると5派あるとされる全日本学生自治会総連合（全学連）のうち、学内の自治会を抑えているとされるのは革マル派の13大学、中核派の5大学のみであり、日本共産党系の日本民主青年同盟系の全学連は活動を休止し、革労系の2派は学内では活動が停止している。学内で活動を続けている革マル派、中核派でさえも大学当局からの非公認サークルとして細々と活動している程度である。
一部で「反管理教育運動」は続き、高校生グループ「日本自治委員会」（機関紙：校民日報）や「不協和音の会」などのグループが活動している。日本自治委員会のメンバーは2020年7月に東京都目黒区の公立中学校前で校則の在り方を問うビラをまいていた際に公立中学校の副校長らに公務執行妨害として私人逮捕されている。
2020年のコロナ禍において、大学の対面授業の中止、キャンパスへの立ち入りの制限、学生のバイト先の減少による経済的な困窮等を理由に学費返還運動が早稲田大学、慶應義塾大学などで起こる。共産党系の民青同盟は学生班を組織して、コロナ禍で孤立し、困窮する学生に食糧や洗剤、生理用品などを配るフードバンク活動を行ったり、実態聞き取りのボランティアを行っているとしんぶん赤旗は報じている秋田市の民青は2022年に秋田大学の学生向けに食料支援「食材もってけ市」を開催したと日本共産党秋田県委員会は発信している。
2020年夏には米国で始まったブラック・ライヴズ・マター（BLM）の運動が日本各地にも届いて、東京、大阪、名古屋などの主要都市でデモが行われている。東京のデモ主催団体「Black Lives Matter Tokyo」は留学生が中心の団体で、デモには3500人以上が参加した。名古屋では高校生が主催して300人が参加するデモが行われた。米国内の差別のみならず、茨城県牛久市の出入国在留管理庁所管の東日本入国管理センターで発生している外国人の人権侵害や、在日朝鮮人に対するヘイトスピーチなど日本国内の差別についての言及も見られた。
2020年11月には、学生運動を含む様々な社会運動の内部で起こる性差別や性暴力へのWEB告発「すべての馬鹿げた革命に抗して」が注目された。
2021年5月には、入管法の改正案に反対し、日本へ難民を受け入れようと主張する学生らが国会前で座り込みを行った。
日本大学理事長の田中英寿が2021年11月に脱税の容疑で逮捕された件では、日大での学生自治会の結成を目指す「日大学生会プロジェクト」という学生グループがこの事態に対して抗議運動を行ったが、多数の学生による目立った抗議には発展しなかった。
2021年の暮れから2022年の正月にかけて大阪の釜ヶ崎で行われた越年越冬闘争では、「学生企画ネットワーク（通称がきネット）」の学生などの若者が炊き出しなどに参加している。
2022年1月、一般社団法人Voice Up Japanの高校生メンバーらが「理不尽な校則や制服制度が多い。私たちの意見を聞いてください」として文部科学省に意見書を提出した。提出後の記者会見で「自分たちが過ごす学校のルールを大人が一方的に決めるのではなく、自分たちの意見を反映させたい」として、学校運営に生徒も携わる「学校民主主義」の実現を訴えた。
2022年3月には、ロシアによるウクライナ侵略に抗議する高校生のグループ「高校生平和ゼミナール」が東京の在日ロシア連邦大使館に対して抗議活動を行ったり、世界からの核廃絶に取り組む大学生らのグループらが核兵器禁止条約の「模擬締約国会議」を行っている。2022年4月には東京の渋谷にて日本に留学している学生らを含めた在日ロシア人によるロシア政府によるウクライナ侵略に対する抗議活動が行われている。日本に留学している学生らを含めた在日中国人と思われる人々は、早稲田大学など各地の大学のキャンパスに反習近平ポスターを張ったり、日本国内で中国民主派の白紙革命に連帯した街頭行動を2022年11月頃から相次いで行った。イスラエル軍によるガザ侵攻に抗議するため、2023年11月12日には東京の渋谷駅前で「『パレスチナ』を生きる人々を想う学生若者有志の会」の呼びかけでスタンディングデモが行われた。在日パレスチナ人も参加した。主催者発表では800人が集まったという。このように日本国内の中で、海外の反戦運動、社会運動との連帯を学生たちが表明する姿もみられている。
2022年9月にはスウェーデンの環境活動家グレタ・トゥーンベリに連帯した環境運動の「世界気候アクション」が日本各地で開かれた。東京では表参道で高校生や大学生ら約400人が気候変動を止めるのは今しかない」「未来を変えるのは私たち」とデモ行進を行って訴えた。学生などの若者有志でつくる「Fridays For Future（未来のための金曜日、FFF）東京」というグループの活動も報じられている。
2022年9月の安倍晋三の国葬に反対したサウンドデモが開催された。デモではアニメ「アンパンマン」のテーマ曲などを大音量で流し、踊りながら体で反意を表現する人もいた。デモ後に学生中心の集団が、東京千代田区の日本武道館付近で国葬を警備する警察100人と衝突した。
米国でミレニアル世代やZ世代といわれる若年層の一部が左傾化している現象を「ジェネレーションレフト」という。日本においては大きな動きには至っていないが、それに影響された者もいるという。現在はPOSSEの職員の岩本菜々は上智大学の学生時の2022年に埼玉の大宮で「家あってあたりまえでしょプロジェクト」を展開した。SNSを駆使して、ホームレスやネットカフェ難民のうち、希望者が役所に手続きに行く際に同行する支援活動などを行ったという。岩本らは奨学金問題に苦悩する元学生らと共に「奨学金帳消しプロジェクト」も展開している。プロジェクトメンバーらは「奨学金の返還猶予期限の撤廃や、返還猶予制度で設定されている年収ラインの引き上げ、アメリカのバイデン政権が行っている1人1万ドルの返済免除を日本でも実施すること」を日本政府や日本学生支援機構に求めて活動を続けている。
2022年11月には中央大学の学生が「中央大学だめライフ愛好会」を立ち上げる。「だめがだめでいられる場所」をコンセプトに、「葉桜を見る会」や「就職座談会」などの活動を行う。その後全国の大学にて「だめライフ愛好会」の名を冠したサークルが乱立する。
2023年2月には成田空港に対する反対派の農家の耕作地への強制執行に反対して逮捕された者の中にいた中核派の学生が京都大学熊野寮に関係していたとして、千葉県警と京都府警が合同で熊野寮にガサ入れに入った。自治会の男子学生は「（成田の耕作地と同様に）熊野寮でも一方的に排除される恐怖感や危機感がある」と話した。
2023年3月末に廃止予定になった金沢大学の「泉学寮」の存続運動を学生らが行っている。廃寮反対の署名4千筆を大学側に提出し、学生らを支援する国会議員らも登場した。
2023年4月には政府与党らが改正を目指す出入国管理及び難民認定法に反対した「入管問題の解決を目指す東北学生の会」が仙台で街頭行動を行った。6月には外国人支援を手がける学生中心の団体「BOND」（外国人労働者・難民と共に歩む会）が国会付近で与党案の入管法の改正に抗議集会を行った。
2023年5月に広島で行われたG7広島サミットの開催を前に中核派系全学連のメンバー8人が逮捕された。うち2名は2018年の高速バスチケットをまとめて購入したことが、電子計算機使用詐欺罪にあたるとしたものだった。全学連を初めとした中核派は広島市内で街頭行動「核戦争のための帝国主義会議＝G7サミット粉砕！広島行動」を行った。サミット開催反対を訴える街頭行動では警備の警官隊と衝突して、中核派系全学連側に逮捕者が出ている。
ウクライナ反戦デモに参加した愛知大学の学生3人が「反戦デモに参加し、無断で『愛知大学学生自治会』の旗を掲げて」「本学公認の活動であるかのような外観を作出した」として、愛知大学当局は川井伸一学長の名で学生3人に対して退学を命じる懲戒処分通知書を2023年9月15日付で通告した。これに対して「愛知大学豊橋校舎学生自治会」の吉村直之委員長ら元学生3人はこれに反対する記者会見を豊橋市内で行った。3人は9月22日に「自治会の運動と組織を破壊するための政治的意図に基づく処分」と不当性を主張し、川井伸一学長に処分取り消しを求める再審査請求書を出している。愛知大学学生自治会は革マル派との関係が指摘されており、革マル派の排除を目的としたものであるという見解が存在する一方で、処分理由の稚拙さを批判する声がある。
2024年には、東京大学において、授業料値上げに反対する学生らによる反対運動（国立大学の学費値上げ問題#東京大学）が実施された。反対運動を行った団体の一つである「東大学費値上げ反対緊急アクション」はグラウンドルールとして非暴力とワンイシューなどを掲げ、関係のない主張をすることや、他の組織への勧誘を行うことを禁止した。運動には一部の教職員も賛同し、緊急集会や学生自治会などで授業料値上げに関する複数の決議が採択されたほか、大学に対して反対意見と署名が提出された。吉田晴美衆議院議員を共同主催者として「緊急アクション」によって企画された衆議院院内集会では、政府に対して国立大学の運営費交付金の増額などを求めた要望書が提出された。授業料値上げは9月に大学によって決定され、緊急アクションは、日本国憲法や教育基本法に定められる教育の機会均等や社会権規約に定められる高等教育の漸進的無償化、また世帯収入を授業料減免の基準とすることによる経済的DVの問題などD&Iの観点や、留学生に対する授業料免除判定における差別、増収分の使途の緊急性への疑問や授業料値上げの先例となることへの懸念のほか、東京大学執行部の対話に後ろ向きな姿勢や強権的な態度を挙げ、東大憲章に反し、学内の合意形成プロセスが無視されているとして抗議声明を発出している。

## 年表

### 1910年代
1918年
- 12月 - 新人会結成（東京帝大）

1919年
- 2月 - 民人同盟会結成（早稲田大学）
- 11月 - 建設者同盟結成（民人同盟会から分派）

### 1920年代
1920年

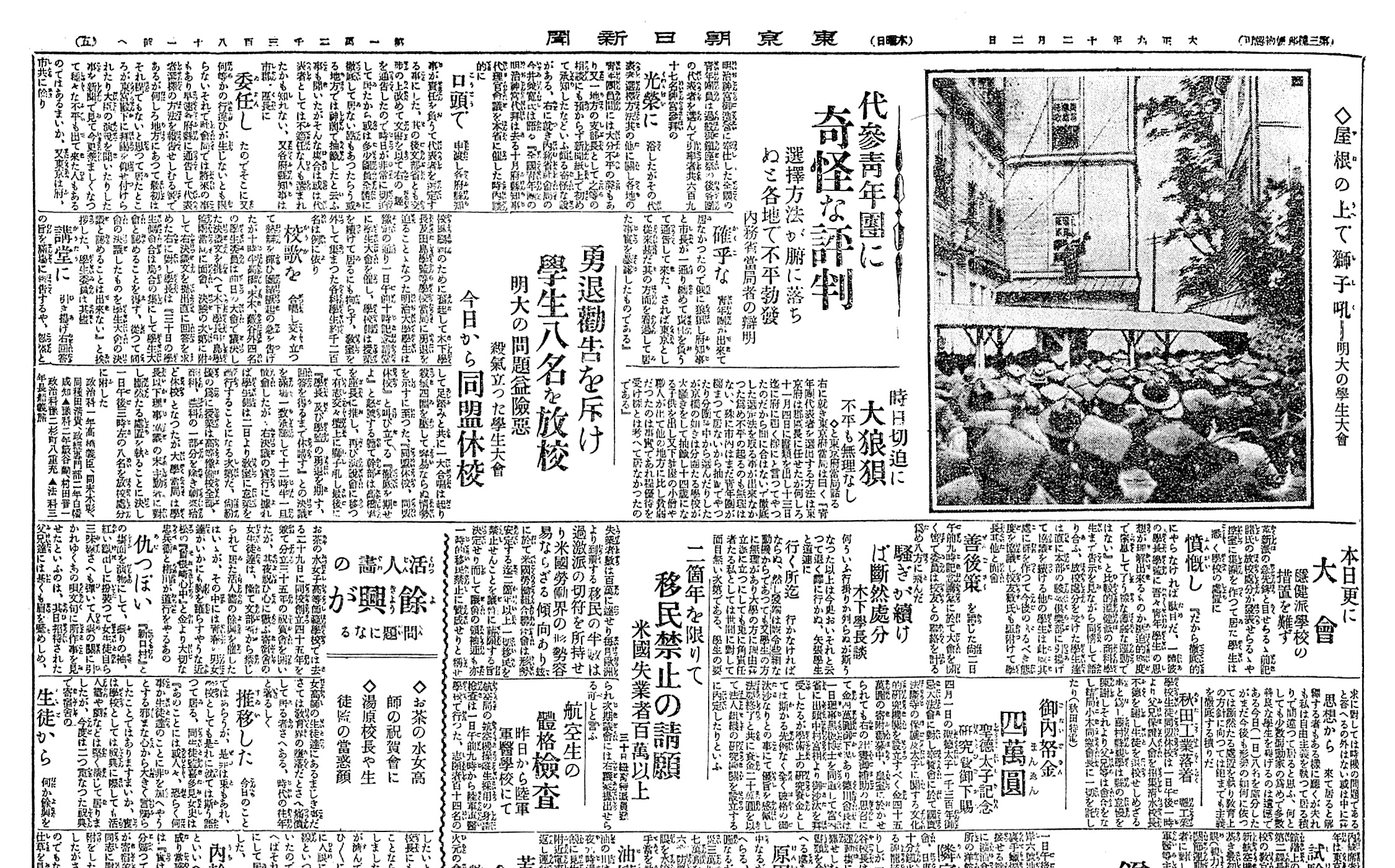
植原・笹川事件

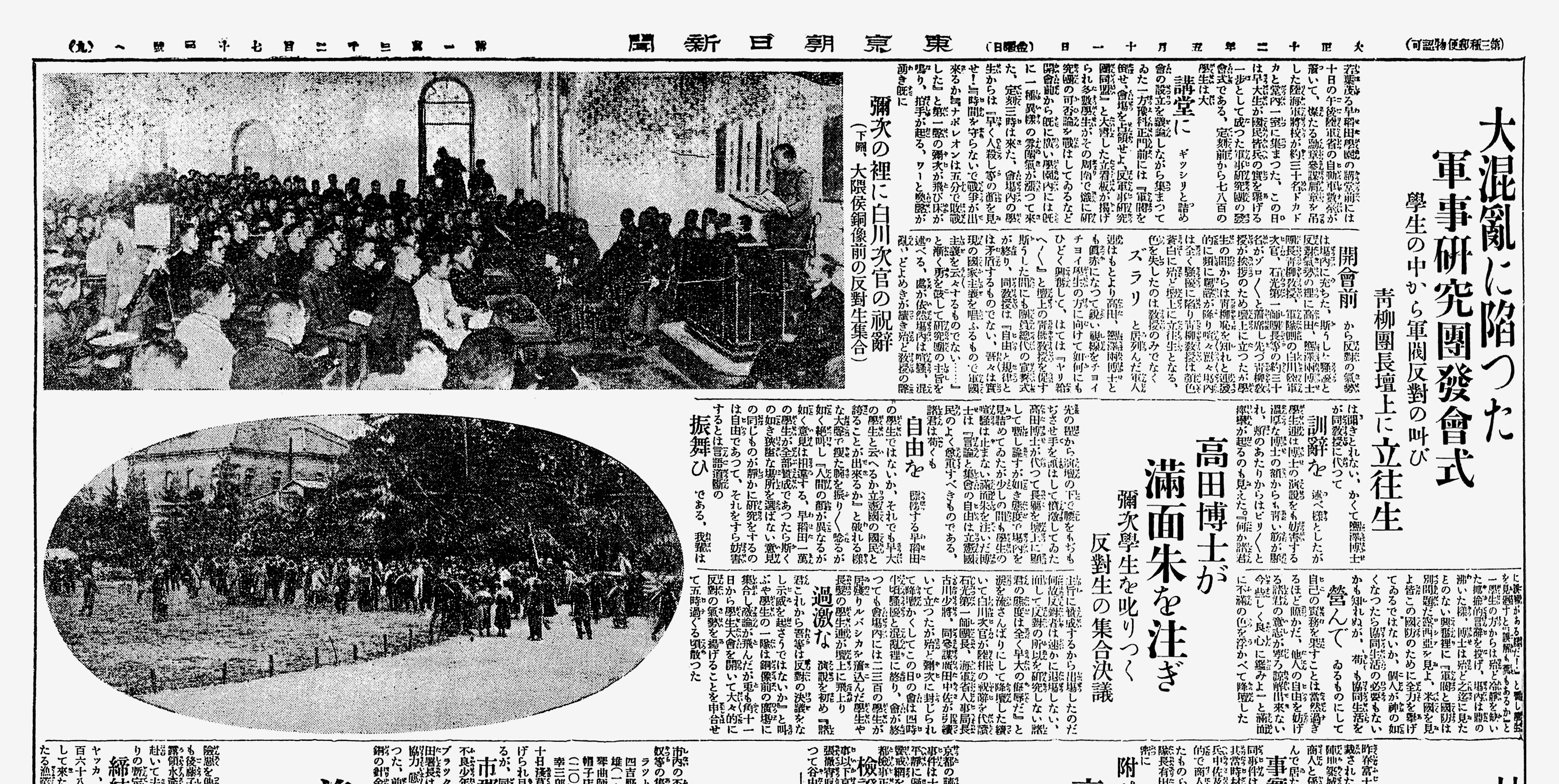
早稲田大学軍事研究団事件

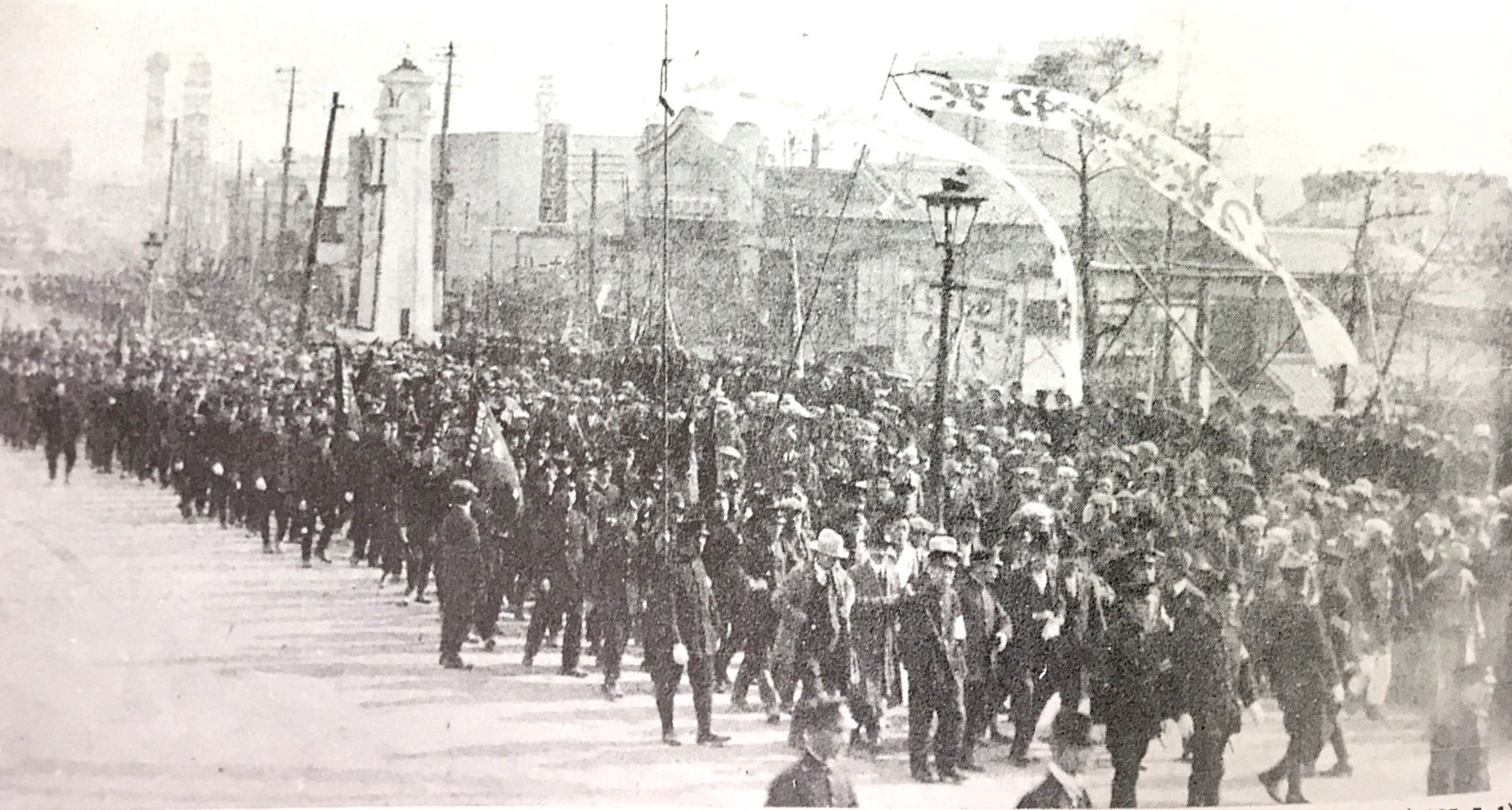
1925年メーデーにおける学生デモ隊。幟の文字列は「治安維持法撤廃」。

- 12月 - 植原・笹川事件（～1921年）

1922年
- 11月7日 - 新人会が中心となり学生連合会（学連）が結成される[104]

1923年
- 5月 - 早稲田大学軍事研究団事件、境野事件

1924年
- 11月12日 - 全国学生軍事教練反対同盟結成
- 12月4日 - 早大・日大などの女子聴講生により女子学生連盟結成（翌年全国女子学生連盟に発展）

1925年
- 10月 - 小樽高商軍事教練事件
- 12月 - 京都学連事件

1926年
- 6月28日 - 全日本学生自由擁護同盟結成

1927年
- 10月25日 - 11月30日 - 関西大学専門部で紛擾事件発生[105]

1928年
- 1月24日 - 東京帝大で七生社と新人会が衝突する（七生社事件）[106][107]。
- 3月15日 - 三・一五事件
- 5 - 6月 - 日本大学予科文科生徒による同盟休校事件発生[108]

1929年
- 4月16日 - 四・一六事件
- 4月 - 雄弁会解散反対、学生自治権要求デモ発生（早稲田大学）
- 4月 - 同志社大学で海老名弾正前総長の復職と理事会の醜類一掃を求める学生運動発生（～5月）[109]
- 11月7日 - 全日本学生社会科学連合会解体（いわゆる戦闘的解体）

### 1930年代
1930年
- 10月 - 早慶野球戦切符事件起こる（早稲田大学）。
- 11月 - 授業料・学生自治問題同盟休校事件起こる（明治大学）。

1931年
- 1月28日 - 2月16日 - 慶應義塾高等部で同盟休校事件発生[110]

1932年
- 10月 - 授業料・教育条件問題同盟休校事件起こる（明治大学）。

1933年
- 7月1日 - 京都・東京両帝大生らにより大学自由擁護連盟結成。
- 11月15日 - 明治大学予科で同盟休校事件発生（翌年1月まで）[111]

1937年
- 7月5日 - 同志社大学でチャペル籠城事件が起こる[112]

### 1940年代
1940年
- 11月26日：小田村事件。東京帝国大学の大学生の小田村寅二郎ら「日本学生協会」の急進右派の学生は1938年ごろから東京帝国大学のリベラル系、社会民主系の教官を反国家的と非難していた。1940年10月に大政翼賛会が成立し、軍事統制が強まると急進右派の学生への締め付けも強くなり、同年10月には日本学生協会は解散させられ、同年11月26日付で小田村は退学処分になる。

1943年
- 3月15日：大阪商大事件。名和統一教授およびリベラル系や左派系の学生らのグループなど、20名が検挙される。
- 7月5日：愛知一中予科練総決起事件。愛知一中の700人余りの生徒が海軍飛行予科練習生に集団で志願した事件。戦時下の空気、学校という集団生活での葛藤など様々な要因が背景にあって起こったとされている。この事件のいきさつをNHK名古屋放送局が2010年8月に終戦特集ドラマとして「15歳の志願兵」を放送している。

1945年

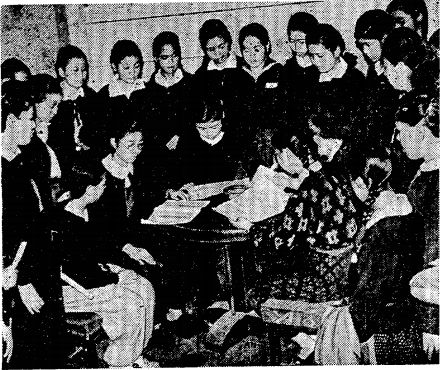
上野高等女学校での同盟休校

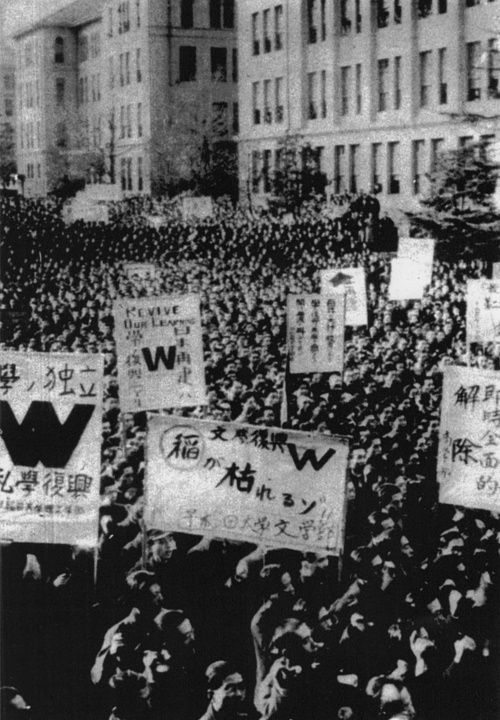
早稲田大学学生大会（1946年12月）

- 9月26日 - 文部省は、学校報国団を解体し自治的校友会に再編するよう通牒[113]
- 10月 - 上野高女・水戸高校・東京物理学校などで学園民主化闘争・同盟休校が起きる[113]
- 11月14日 - 法政大学で戦後最初の学生大会が開かれ、大学民主化と軍国主義教授追放を要求して全学同盟休校（翌年2月竹内賀久治総長辞任）

1946年
- 3月12日 - 関東関西学生政治協議会が開かれる

1947年
- 1月31日 - 2.1ストを前に、関東連合学生大会を皇居前広場で開く（学園民主化、学校復興をスローガンに40校3万人が参加）
- 12月14日 - 文部省が4国立大（文理・工・商・千葉医）の地方移譲をほのめかす。23日、地方移譲に反対し、4大学学生対策実行委できる。学生側は“関東総合大学”案を提示

1948年
- 4月28日 - 国学連、授業料値上げ（600円→1800円）反対、不払いを決議
- 6月26日 - 大学理事会案・授業料値上げに反対して114校20万人がゼネスト
- 9月18日 - 全学連結成大会開く（〜20日、東京）

1949年
- 5月18日 - 大学法案・国立大設置法案・教職免許法案に反対し150校10万人が一斉にストライキ
- 6月3日 - 力石定一と東大経済学部長矢内原忠雄との間で「キミ、ボク論争」
- 7月19日 - 新潟大学開学式でCIE顧問イールズが反共演説を行う（イールズ声明）

### 1950年代

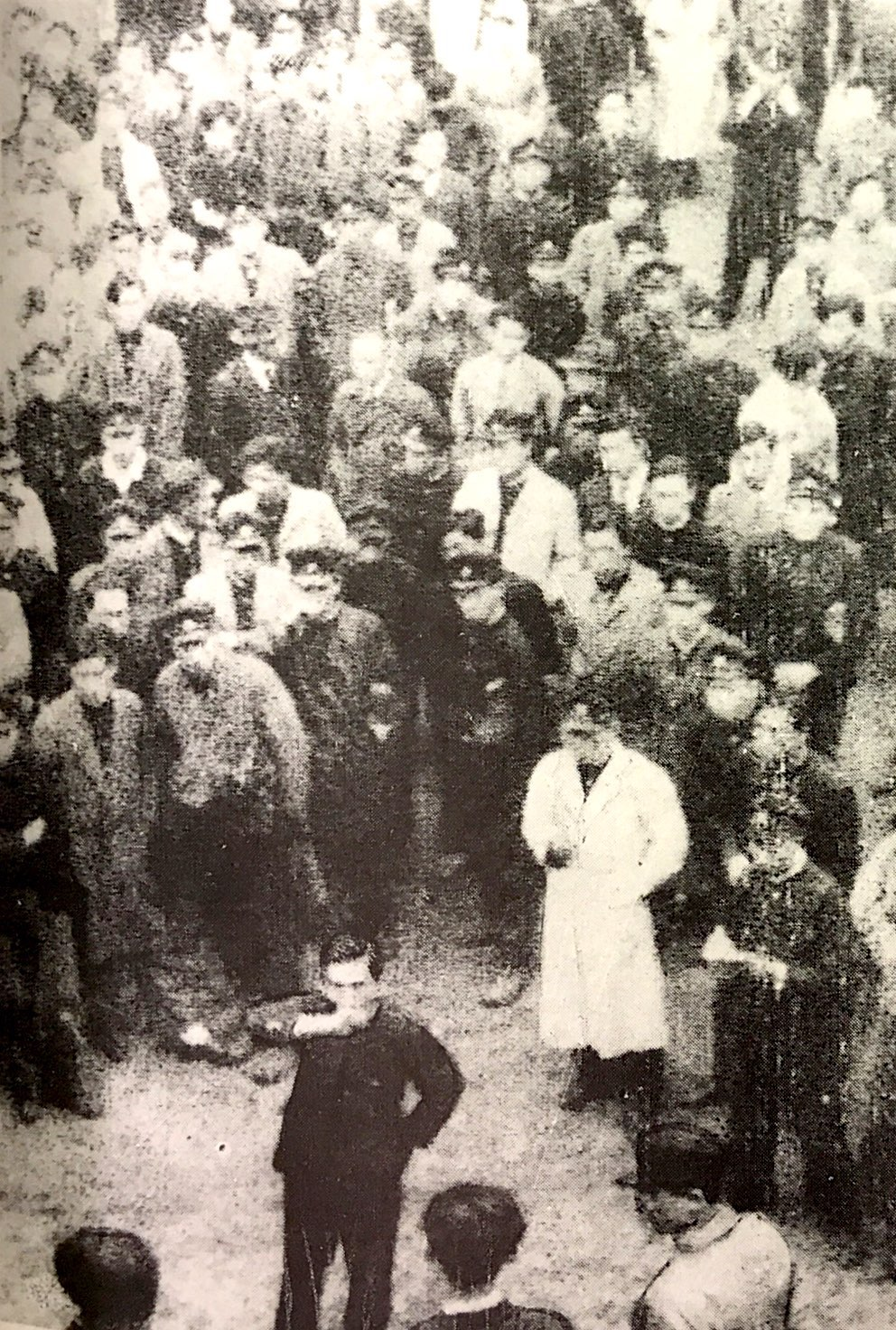
北海道大学でのイールズ講演反対集会（1950年）

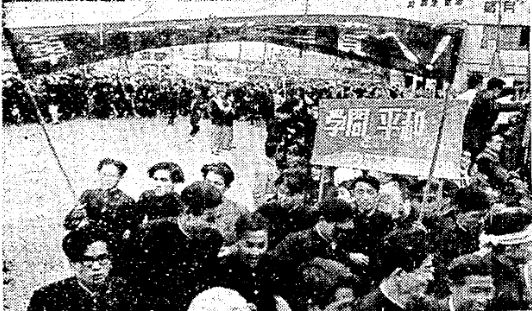
1953年メーデーの全学連デモ隊

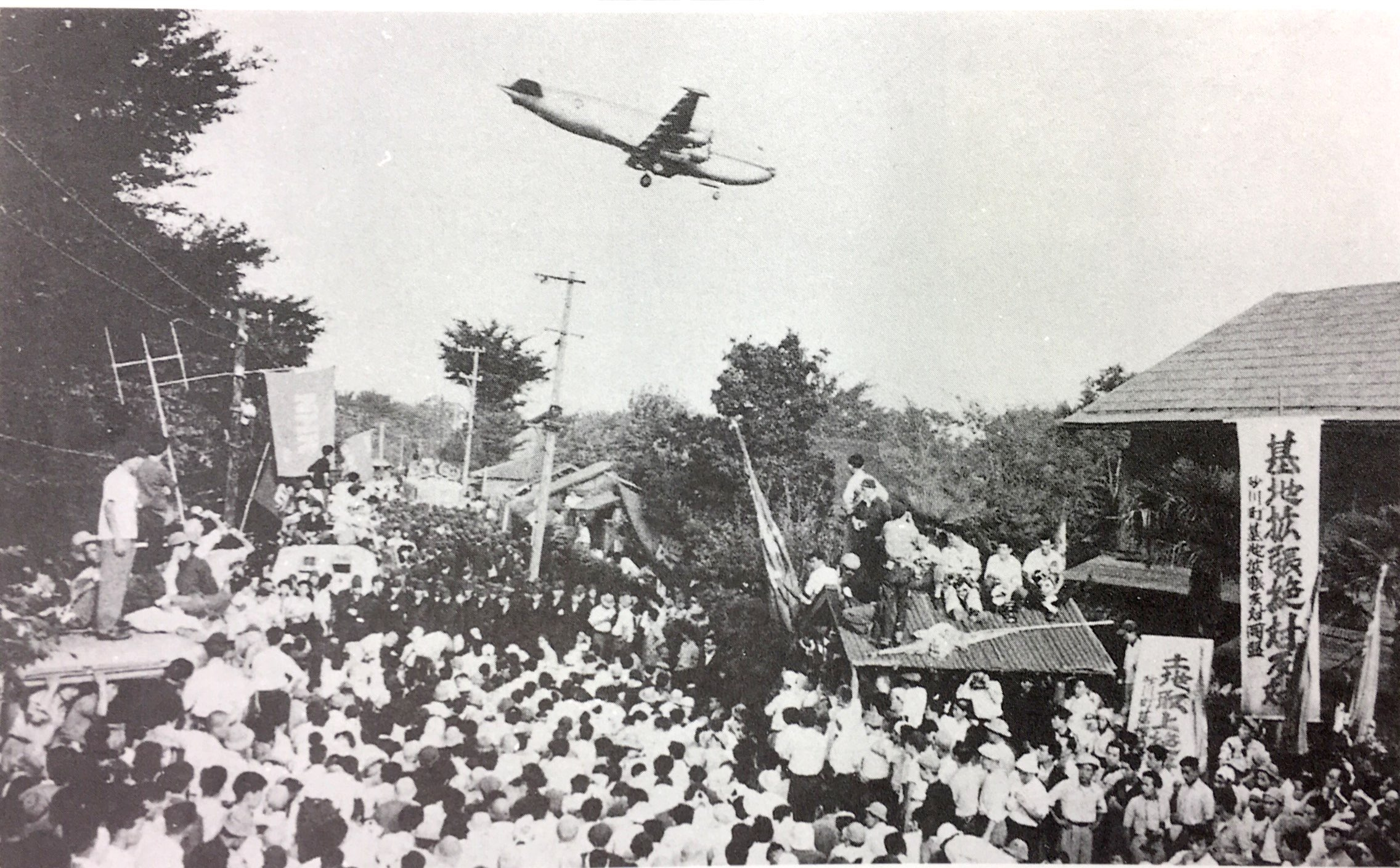
砂川闘争における測量阻止闘争（1956年10月）

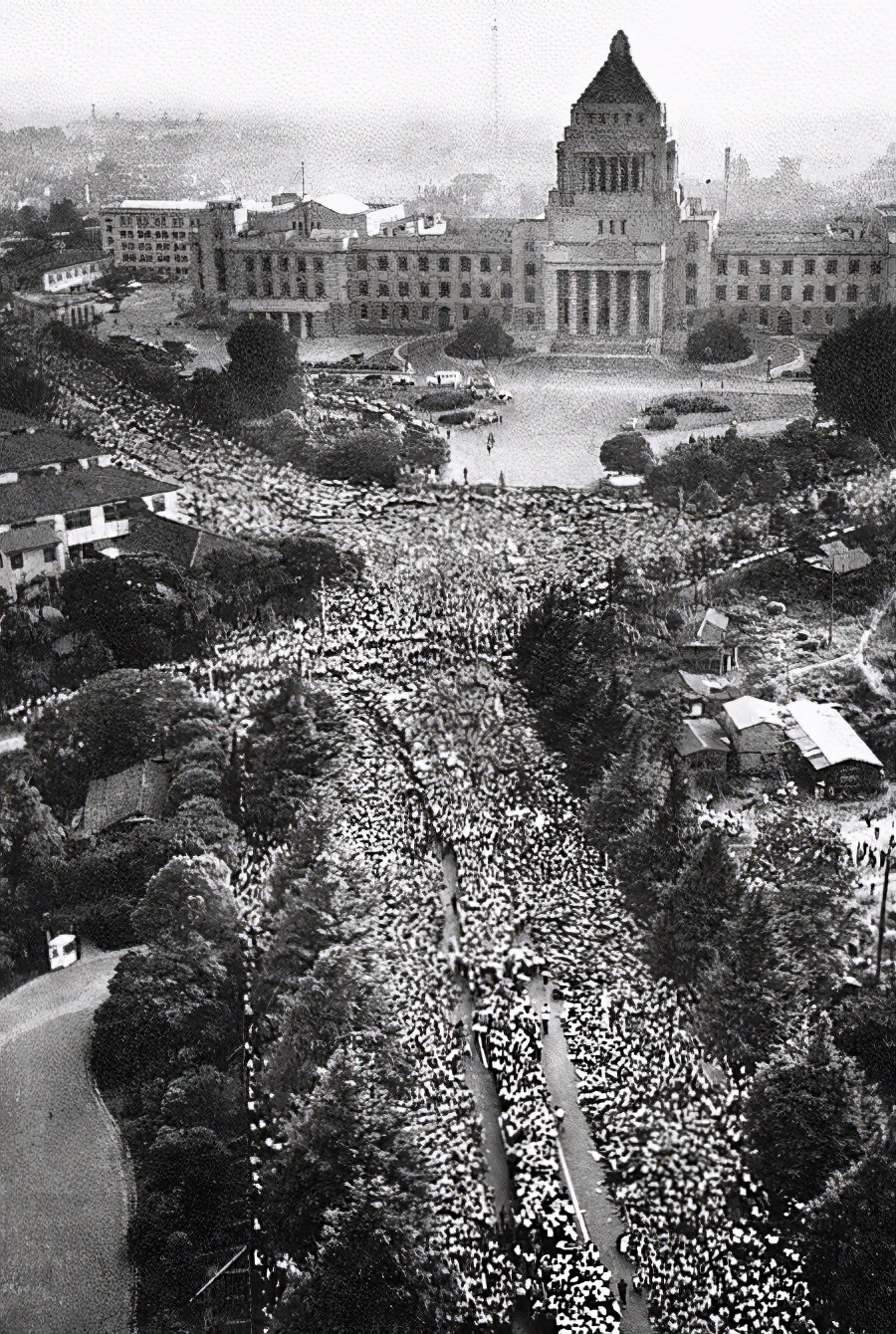
安保闘争（1960年6月）

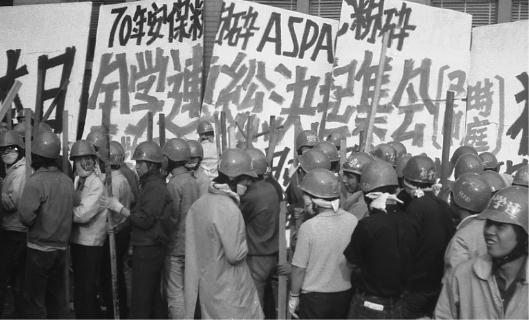
中央大学校庭で集会を開く全学連の学生たち

- 5月20日 - 全学連第4回大会、反イールズ声明、反帝国主義闘争を決議
- 10月17日 - 早稲田大学事件

1951年
- 10月25日 - 講和・安保批准反対で都学連が国会請願
- 11月12日 - 京大天皇事件

1952年
- 2月20日 - 東大ポポロ事件起こる[113]
- 4月28日 - 全学連が破防法反対で全国的にストライキを打つ
- 5月1日 - 血のメーデー事件
- 5月8日 - 警官隊が早大の警官パトロール抗議集会に突入して、学生・教職員100人余が負傷（五月八日早大事件）[114]
- 6月10日 - お茶の水女子大学で破防法反対のストライキ
- 6月26日 - 全学連第5回大会

1953年
- 11月11日 - 荒神橋事件

1954年
- 6月1日 - 東京地裁が、東大ポポロ事件被告に無罪判決[113]

1955年
- 9月13日 - 砂川基地の強制測量開始で労組・学生と警官が衝突

1956年
- 3月26日 - 教育3法反対などで学生総決起、全国120校25万人が参加
- 6月9日 - 全学連第9回大会

1957年
- 5月17日 - 全学連は、原子戦争準備反対学生総決起デーを指令し、全国で160校、35万人が参加[113]

1958年
- 12月11日 - 高知県立安芸高等学校生徒会は、勤評闘争で処分された教師の処分撤回闘争に立つ[113]
- 6月 - 法政大学で58年館地下食堂の経営権をめぐって「六月闘争」が起こる[115]

1959年
- 4月15日 - 安保改定阻止第1次統一行動
- 11月27日 - 安保改定阻止第8次統一行動デモ、国会に突入
- 法政大学文化連盟結成

### 1960年代
1962年
- 2月12日 - 昭和女子大事件
- 6月21日 - 京都府学連事件

1964年
- 7月 - 同志社大学此春寮の入寮資格をめぐって寮生と神学部教授会が対立（翌年まで）[116]

1965年
- 1月 - 慶應義塾大学で学費改訂と塾債発行から紛争勃発。
- 12月 - 中央大学で建設中の学生会館の管理運営方法をめぐって学生と大学側が対立（中大紛争の始まり）[117]。

1966年
- 11月 - 明治大学で42年度学費改訂反対闘争（～翌年1月）[118]。

1967年
- 10月8日 - 佐藤栄作首相の訪米を阻止しようとして羽田闘争に発展。新左翼の大衆的街頭武装闘争が始まる。

1968年
- 1月17日 - 佐世保エンタープライズ寄港阻止闘争始まる
- 1月29日 - 東大医学部無期限スト突入（東大紛争の始まり）
- 2月26日 - 第1次成田デモ事件
- 3月10日 - 第2次成田デモ事件
- 5月27日 - 日大全共闘結成
- 6月2日 - 九州大学電算センターファントム墜落事故
- 10月21日 - 新宿騒乱
- 12月21日 - 上智大学で全共闘学生が排除され、同日から長期休業に入る（上智方式）
- 12月 - 青学全共闘が「三公示」撤回を要求して大学をバリケード封鎖（翌年「三公示」撤回）[119]

1969年
- 1月18日 - 東大安田講堂事件
- 1月19日 - 駿河台の明大通りに解放区「神田カルチェ・ラタン」出現[120]
- 5月13日 - 三島由紀夫と東大全共闘の討論会を開催
- 5月20日 - わだつみ像破壊事件発生（立命館大学）
- 6月21日 - 明大全共闘結成[121]。大学本部事務局が小川町に一時避難[122]。
- 8月3日 - 大学管理臨時措置法案を参議院本会議で与党が強行採決で可決し、成立
- 10月19日 - 新学生同盟結成（創価学会系）
- 10月21日 - 10.21国際反戦デー闘争
- 11月16日 - 佐藤首相訪米阻止闘争

### 1970年代
1970年
- 8月3日 - 海老原事件[123]
- 7月7日 - 華僑青年闘争委員会による華青闘告発。
- 10月21日 - 国際反戦デーに女性だけによるデモが行われ、田中美津らは「便所からの解放」という運動内における女性差別を告発したビラをまく。

1971年
- 12月4日 - 関西大学構内内ゲバ殺人事件

1972年
- 9月ごろ - 府中療育センター闘争。1974年6月まで都庁前で療育センターの利用者や支援者による座り込み、ハンスト、テント闘争などが行われる。後の「在宅障害者の保障を考える会」の結成につながる。
- 11月8日 - 川口大三郎事件
- 11月19日 - 明治大学で48年度学費改訂反対闘争（～翌年1月）[124]。

1973年
- 5月8日 - 早稲田大学で村井資長総長拉致事件発生。

1976年
- 11月2日 - F君事件の発生（立命館大学）

1979年
- 障害を持つ児童の養護学校の通学義務化が国の方針として確立する。このことに対し、結果的に普通学級から障害を持つ児童、生徒が排除されてしまうことに対する抗議運動が始まる。金井康治による自主登校闘争などが著名[125]。

### 1980年代
1980年
- 4月20日 - 清水谷公園で全国学生共同闘争による「筑波大闘争支援/全国学生集会」が開かれ、55大学1000人が結集、革マル以外の全党派が集まった。

1983年
- 日本大学当局の専制主義的な大学運営に抗議する学生たちの運動が活発化する。日大学生ジャーナリスト会議編の「日大を許さない 「アウシュビッツ大学」からの告発」（第三書館）も刊行された。
- 足立区教委が金井康治の区立花畑北中学校への入学を認め、2000日余りの闘争に決着

1984年
- ノンセクトの学生たちによる連絡会である「関西学生連絡会」、「首都圏学生実行委員会」が活動している。当時活発だった勝共・原理運動に反対すべくノンセクトの学生らで結成された「反勝共原理連絡会議」も活動を行う。このグループは後に反天皇制闘争を展開する。

1985年
- 「障害児・者」の高校進学を実現する連絡協議会発足。
- 10月20日 - 10.20成田現地闘争

1987年
- 80年代終わりから90年代初頭にかけての反天皇制全国個人共闘・秋の嵐の活動。

### 1990年代
1990年ごろ
- 関東学院大学の工学部土木工学科で学ぶ女子学生らが中心となり、各地の土木工学を学ぶ女子学生らと共に「全国土木系女子学生の会」を設立した。初代会長は関東学院大学の白木綾美[126]。

1996年
- 法政大学の学生の松本哉らが「法政の貧乏くささを守る会」を立ち上げる。法政大学の学内で路上鍋をするなど解放区を演出。

1999年
- 前述の松本らが「全日本貧乏学生総連合」（全貧連）を結成する。他、99年9月の東海村JCO臨界事故をきっかけにサークル「法大被曝者の会」を結成。

### 2000年代
2001年

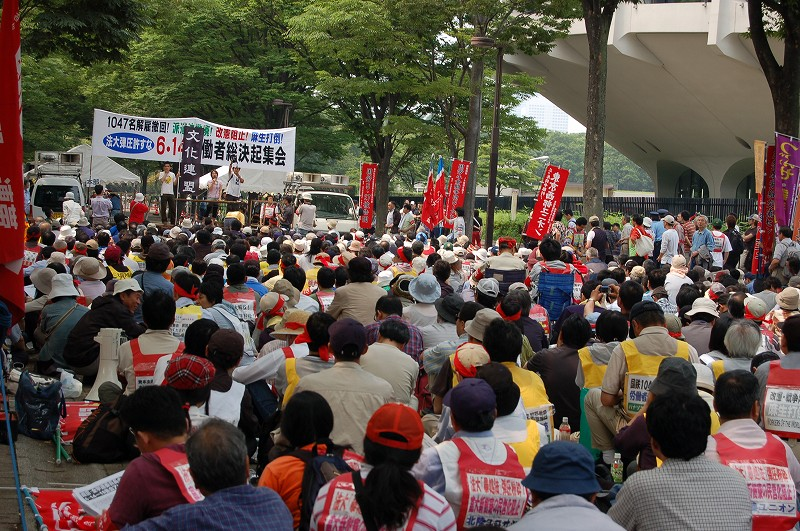
法政大学文化連盟（2009年）

- 松本哉が、私大幹部や財界人に消火剤を噴霧する事件を起こす。

2006年
- 3月14日 - 法政大学学生運動の一斉検挙

2009年
- 高騰する学費や奨学金の利子等に抗議した「ブラックリストの会」が抗議活動を行う[34]。

### 2010年代
2011年
- 11月 - 就活ぶっこわせデモ（東京）[127][128][129][130]

参加者約120人。
2014年

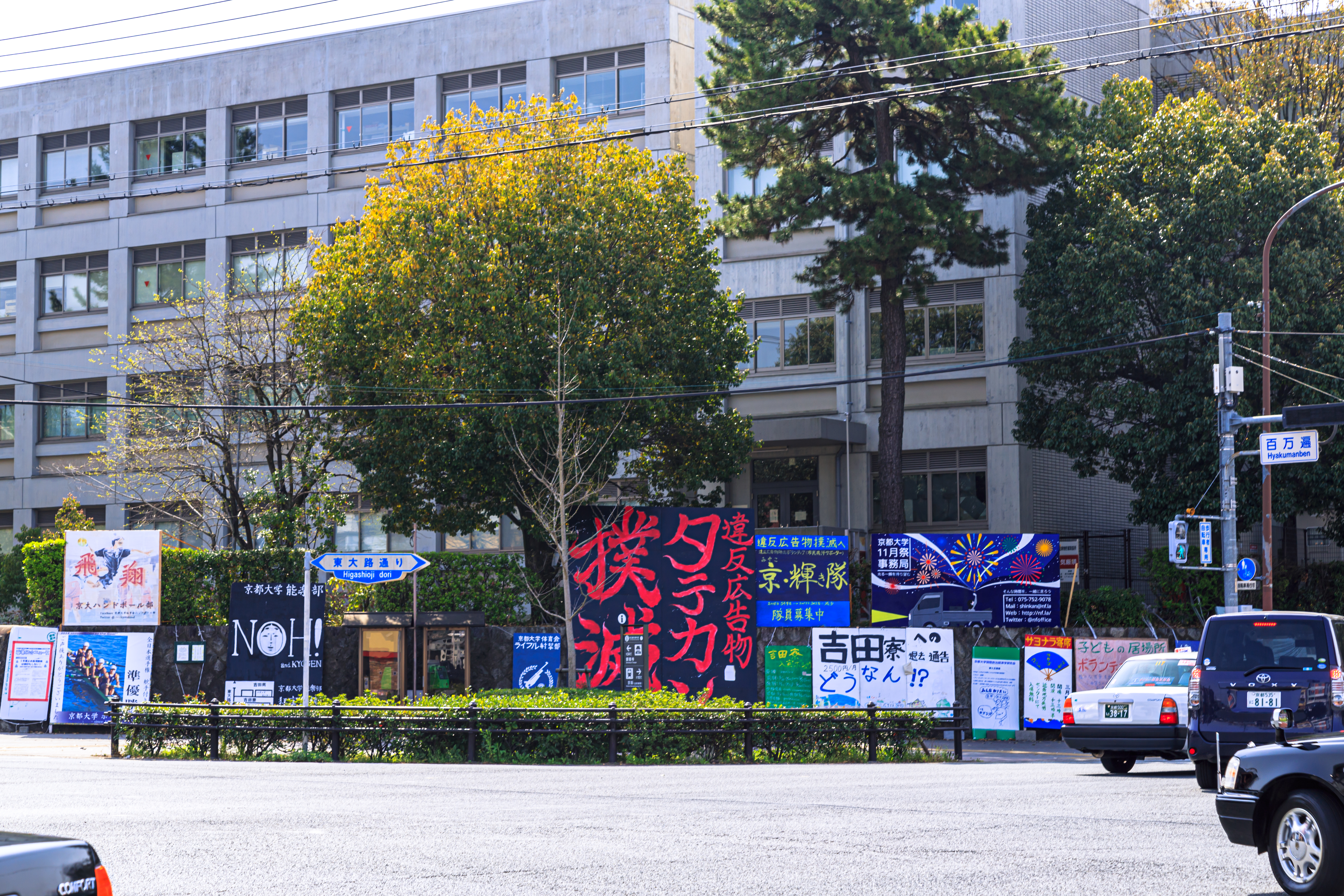
京都大学の立て看板

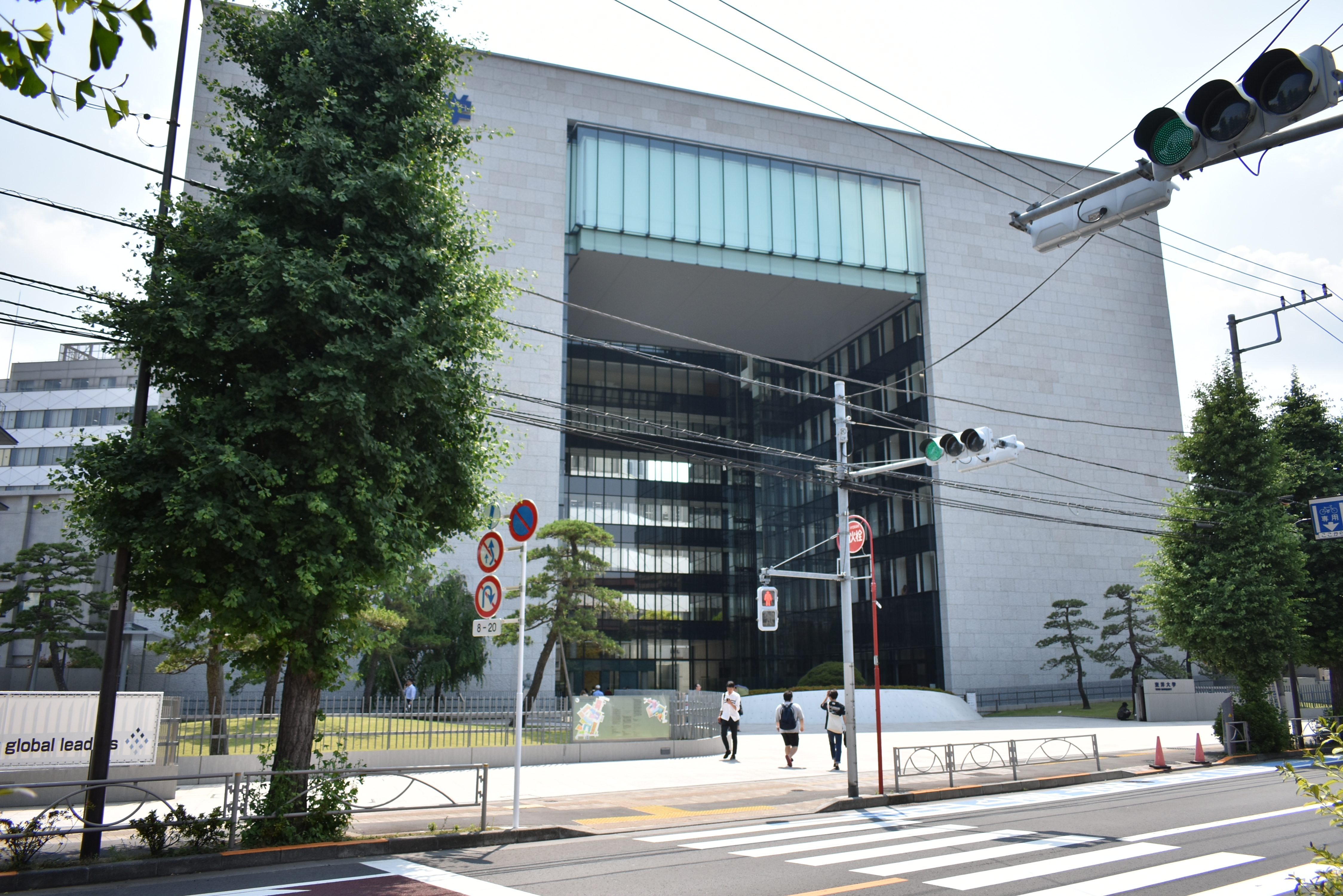
立て看板騒動が起きた東洋大学

- いわゆるブラック企業に抗議するBABLによるデモが新宿で起きる[131]。

2015年
- 5月3日 - SEALDs（自由と民主主義のための学生緊急行動）結成。

2018年
- 5月13日 - 京都大学の立て看板撤去開始

2019年
- 1月18日 - 東洋大学の一学生が同大学のキャンパス内で政治的主張の立て看板を掲げ、ビラをまいた。それに対して大学はただちに抗議活動を中止させた。実行者の学生は大学から退学勧告を受けたと主張している[53]。

### 2020年代
2020年
- 2020年春 - コロナ禍において、大学の対面授業の中止、キャンパスへの立ち入りの制限、学生のバイト先の減少による経済的な困窮等を理由に学費返還運動が早稲田大学、慶應義塾大学などで起こる[68]。
- 4月 - 入学金納入時期延長を求める学生有志の会が「入学金の支払期限を３月末にする」こと、国に対しては「入学しない大学には、入学金を払わなくてもいいようにしてほしい」と訴えて、ネットで署名活動を行った。4月27日には文科省で記者会見を行う[132]。
- 2020年11月 - 学生運動を含む様々な社会運動の内部で起こる性暴力への告発「すべての馬鹿げた革命に抗して」が注目された[52]。

2021年
- 2021年 - 入管法の改正案に反対し、日本へ難民を受け入れようと学生有志が国会前で座り込みを行う。

2022年
- 2022年11月 - 中国本土の白紙革命に呼応し、日本の中国人留学生らが各地で街頭行動を行う。
- 2022年11月〜2023年 - 中央大学の学生が「中央大学だめライフ愛好会」を立ち上げる。その後全国の大学にて「だめライフ愛好会」の名を冠したサークルが乱立する。
- 2022年～2023年 - 2023年3月に廃止予定の金沢大学の学寮の「泉学寮」の存続運動を学生らが行う。
- 2024年 - 東京大学において、国立大学の授業料値上げに対する反対運動。院内集会を開催し、国に対して要望書を提出。

## 方法
自治会や様々なサークルにおける討論や学習、自前のビラ（アジビラと呼ばれる）の作成や、ポスター、立て看板（タテカン）の作製、加えて、授業前のクラスや昼休みの広場などで演説、校内で集会や講演会、学習会などのイベントを開く者もいる。運動が盛り上がると、デモや授業ボイコット（ストライキ）、大衆団交、果てはバリケードによる建物占拠などが行われることもあるとされる。
2010年代には、SEALDs代表の奥田愛基が参議院特別委員会の公聴会に出席するなど、直接国政に関与する動きが見られた。2024年の東京大学における学費値上げ反対運動においては非暴力とワンイシューなどを掲げるグラウンドルールを設定し運動の目的に賛同するすべての人を包摂する方針が取られ、国会議員の協力の下、衆議院において院内集会を開催し政府に対して要望書を提出している。同運動では、XやNote等、SNSでの積極的な発信に加え、教員や社会を巻き込んでの署名運動が見られた。
上野千鶴子はSEALDsとの対談において、運動が暴力化しなかったことを最も評価しているとした。上野は、運動が暴力化すると公安が介入し、デモは危険なものだというネガティブイメージを貼られて普通の人が参加できなくなることや、ジェンダー差により運動が「男の子のもの」になってしまうとして、非暴力は重要とした。

## 批判

### 学生自治会と大学の関係に対する批判
特定の新左翼党派が学生自治会を支配し、自治会がサークルに対して部屋や部費の割り当てを条件に資金やデモ人員を確保することを大学当局が黙認する一方で、自治会が大学当局に対する学生の批判を封じる構造がかつて多くの大学であったという批判がある。一方で、平成に入った頃から新左翼との決別を進める大学が増え、革マル派の一大拠点であったとされる早稲田大学は1996年に革マル派との関係を断絶しているとされる。愛知大学では2024年現在でも革マル派系による支配が続いているとされる一方で、2024年にウクライナ反戦デモに参加した学生自治会役員の学生3名を処分するなど、排除の動きもあるとされる。一方で、愛知大学の学生に対する処分理由の稚拙さに対する批判がある。

### 大学の学生自治に対する姿勢への批判
栗原康は、90年代以降、新自由主義的に行われた大学当局側のコストカット施策（学生自治寮の廃止や学生自治会などが活動する学生会館の縮小など）により、学内で学生が自治を行ったり、社会運動にかかわる機会が減らされたことを学生運動が下火となっている理由だとしている。加えて、学費の高騰と日本学生支援機構の奨学金の利子率の高さを問題にしている。

## 思想
明治時代には、京都大学、大阪市立大学及び東京大学での活動は先鋭的とされ、商大系の大阪市立大学はマルクス経済学を基礎とした運動が主流となっていた。

## 状況

### 愛知大学
愛知大学豊橋校舎の学生自治会では、長年にわたり、執行部である常任委員会のポストを革マル派が排他的に独占し、学生自治会の実権を掌握している。民主青年同盟や体育会系極右と激しく対立している。また、東海地方には中核派の勢力が少ないため、内ゲバ事件などがまったくと言っていいほどない。

### 青山学院大学
1960年代に食堂の料金などをめぐって、大学当局と学生側がしばしば対立するようになる。
1966年春、二部学生会有志が法政大学助教授芝田進午の講演会を企画した。芝田はマルクス主義の立場から日本の私学経営を批判する活動を諸所で行っていたため、大木金次郎院長兼学長は講演会の中止を求めたが、学生らはこれを無視して講演会を強行開催した。
1968年に始まった青学大全共闘による学生闘争はブント（共産主義者同盟）を中心として行われた。大学の管理機構が集中していた8号館、9号館を学生側が制圧した。これが翌年まで続き、長期化を恐れた大学当局側は学生側の要求を飲んで沈静化が図られた。しかし、大学立法反対運動の全国的な高まりを受けて、再び1969年5月6月と相次いで学生側によって全学バリケード封鎖が実施され、1969年8月には教授会などが反対する中で大木金次郎院長を中心とする理事会の判断によって機動隊導入が強行され、バリケード解除が実施された。当該事件以降、理事会の影響力が教授会を上回る形の力関係が続いている。解体後ブントの分派である叛旗派などが新聞編集委員会や文化団体連合などに勢力を維持していたが、1980年代に入ると新聞編集委員会の実質的な解体や文化団体連合などへの弾圧も相まって急速にその力を失った。

### 大阪大学
1990年代まで豊中に中核派が存在。

### 大阪市立大学
1990年代は中核派の拠点校として、バリケードストライキを頻発させていた。旧志全寮自治会は中核派が握っていた。また専門課程キャンパスには、民学同がいたが壊滅。

### 大阪外国語大学
1969年の全学バリケード封鎖期の同大の全共闘の主要三派は、アナ革連、第四インター、毛沢東派。

### 大阪経済大学
2005年まで革マル派が自治会を掌握していたものの、大学職員への暴行事件をきっかけとして自治会の公認を取り消し。

### 大阪芸術大学
1960年後半はアナキスト革命連合（ARF）の拠点。1969年、アナ革連の大学解体闘争で実力部隊の中枢が全員逮捕。

### 岡山大学
- 1969年 - 全学バリケード封鎖。9月、機動隊800人が導入される。
- 1973年 - 前年、造反教官・坂本守信が免職され、学生は坂本免職処分撤回を要求し教養部をバリケード封鎖。200人以上の機動隊が導入される。
- 1975年5月25日 - マルクス主義青年同盟による北津寮襲撃事件が起きる。
- 1995年 - 中核派が影響力をもっていた学友会が消滅。大学当局主導で校友会が結成される。

### 神奈川大学
全学自治会を解放派が握る。1970年代後半、学費値上げ阻止闘争の大衆団交で「学生運動初、値上げ決定後に白紙撤回」を勝ちとった。しかし、1981年の分裂により学内多数派が滝口弘人らのグループにつくことで弱体化し、1996年に内ゲバ殺人事件に絡む機動隊の強制突入により全学自治会は潰される。二部の自治会はノンセクト系。

### 関西大学
革労協の拠点校。1990年代、革労協のボックスが撤去。

### 関東学院大学
1969年9月、赤軍派は金沢キャンパスで誕生した。その後も赤軍派の拠点校であった。1973年には大学紛争の影響で神学部が廃止される。赤軍派の凋落に伴い学生運動も沈静化していく。赤軍派で関東学院大学全共闘議長でもあった三浦俊一はその後、大阪の釜ヶ崎にて釜ヶ崎日雇労働組合に加わる。

### 九州大学
1968年6月2日の九州大学電算センターファントム墜落事故を契機に学生運動が激化。1969年5月20日からは全学的に無期限スト、バリケード封鎖が行われ、10月14日には機動隊により封鎖が解除される事態となった。

### 京都大学
全学の学生自治会として同学会があり、その他、各学部自治会、寮自治会がある（学部自治会がない学部もある）。60年安保闘争時は共産主義者同盟（ブント）が同学会を掌握。1965 - 1972年は民青が同学会の主導権を奪い、京大闘争はブント、中核派、解放派など新左翼各派のほか、京大パルチザンなどと呼ばれたノンセクトグループが担う。72年、赤ヘル系セクトとノンセクト連合軍が同学会を民青から奪還。以後、主に教養、法、理、教育の自治会を民青が、文、経、農、医と熊野寮、吉田寮の自治会を赤ヘル系ノンセクトが維持。工学部は1976年に自治会崩壊。教養の自治会を赤ヘルノンセクト側は、同学会を民青は、それぞれ「でっち上げ」などと批判していた。この間、赤ヘル系ノンセクトは、ゲバ棒、鉄パイプ、チェーン、千枚通しなどを使って、苛烈な暴力、人権侵害を行使し、75年度には新学期から三ヵ月のあいだに20件の暴力事件を起こし、百数十人の重軽傷者を出した。
経済学部自治会は、1980年代ニューアカブームを牽引した浅田彰や、東京芸大の毛利嘉孝らを輩出。しかし浅田彰は、現在では『しんぶん赤旗』にも登場している。また、特に1977年まで続いた竹本処分粉砕闘争で同学会は、最大動員1000人という、新左翼斜陽の時代としては異例の組織力を誇り、週刊誌に「人民の海に浮かぶガラパゴス」と呼ばれた。
1971年に12人の仲間をリンチ殺人して山中に埋め、人質をとって山荘に立てこもり銃撃戦を展開した連合赤軍事件（山岳ベース事件・あさま山荘事件）の犯人のうち2人は京大在学・中退の赤ヘル系ノンセクトだった。無差別の銃撃で25人を殺害し、76人を負傷させたテルアビブ空港乱射事件（1972年）の2人も同様である。京大の赤ヘル系ノンセクトは赤軍派に指導されていた。小俣昌道（68年法学部卒）は赤軍国際部長で、京大全共闘議長であった。
1980年代に入ると、吉田寮の廃寮問題が起こり、1980年代を通して最大の闘争課題となるが、最終的に事実上の廃寮決定撤回を勝ち取る。86年には、内ゲバで中核派メンバー1名が殺害された。70年代、1980年代の赤ヘルノンセクトは、一橋大学の鵜飼哲、神戸大学の市田良彦、筑波大学の鬼界彰夫、京都大学の伊藤公雄などの学者や、HIV訴訟の徳永信一、少年実名報道裁判の金井塚康弘、在外被爆者訴訟の足立修一、反権力人権基金の多田謡子など人権派弁護士を多数輩出した。暴力によって苛烈な人権侵害をしていた赤ヘル系ノンセクトが、「人権派」を名乗っているのが現状である。
中核派は、1970年代なかばから対権力・対革マル戦争に注力して京大から召還していたが、1981年に熊野寮を足がかりに再登場。当初は黒ヘルをかぶってノンセクトとして登場した。83年の三里塚3・8分裂を期に、熱田派を支援する赤ヘルノンセクトと、北原派を支援する中核派系（熊野寮自治会と農学部自治会）という対立軸を形成し、84年4月、熊野寮自治会の同じメンバーが黒ヘルを白ヘルにかぶり直して中核派として公然登場を実現した。その後、90年初頭まで、教養部を完全に制圧して、教養部では他の政治勢力の活動を許さず、不抜の拠点を維持した。なお、農学部自治会は、80年代の終わりごろに崩壊。1990年代に入ると、民青系の力が落ち、赤ヘルノンセクトは運動スタイルをやや和らげたこともあり、基盤を広げる。教育学部自治会がノンポリ化、農学部自治会はノンセクトなどで再建、理学部自治会評議会が民青系からノンセクトになった。1997年には赤ヘルノンセクトの主導で、副学長制導入問題に関して、竹本処分以来20年ぶりの総長団交を500人の結集で勝ち取った。一方、民青系は自治会基盤を実質的に失い、同学会、赤ヘル批判もほぼまったくできなくなった。
ただし、団塊ジュニア世代が卒業し始めた90年代後半以降、全共闘運動など新左翼の従来のスタイルを活動家学生ですら知らない場合もある時代となり、赤ヘル系の運動も、もはや自分たちが赤ヘルだという意識は薄い。
かつては京都大学熊野寮自治会は中核派と密接な関係があった。しかし現在、歴史的遺産として、中核派のボックスは熊野寮に存在するが、多数の留学生の受け入れや、内部学生の意識が大きく変化したことによって、熊野寮自治会は寮生の意見調整の場として、本来の自治会機能を取り戻しており、あらゆる暴力的政治組織に加担することはなくなった。 熊野寮自治会は京都大学によって「自治会としての責務を果たす意思と能力がない」と判断されている

### 慶應義塾大学
1965年1月、学費改定と塾債発行から大学紛争が起こる。さらに1968年春の朝日ジャーナルによる米軍医学部研究資金供与問題の暴露から、日吉校舎封鎖、全学休校状態になったが、1969年学生大会での投票により、封鎖解除を議決、平穏化した。
しかし、1972年には第二次学費改定紛争が起こり、翌年度の入学式中止などの影響が出た。

### 国際基督教大学
第1期 授業ボイコット - 食費値上げ反対共闘会議
ICUにおける学生運動は、湯浅八郎学長退任後の1961年頃から段階を経て顕在化し始めた。1963年には最高裁によるポポロ事件判決の同日に一度目の授業ボイコットが行われた。初期の段階においては授業ボイコット、およびハンガーストライキなどの手法が主に用いられたが、次第に過激化し、1965年12月16日には学生が「食費値上げ反対共闘会議」を名乗り本館を占拠、バリケードを構築するにいたった。1961年から1975年までの全期間を通じ、すわりこみ、履修登録拒否などの運動も散発的に行われ続けた。
第2期 能研テスト採用および受検料値上げ撤回要求運動
1967年の段階で、運動の争点は「能研テスト採用および受検料値上げ撤回」に移り、2月10日には再度約60名の学生によって本館が占拠された。実質的に休校状態に陥ったICUは、新たに完成した理学館および教会堂において授業を再開した（3月10日）が、これにも断続的妨害が加えられた。同日をもって中心的学生10名に対して除籍を勧告、最終的に処分者は63名にまで及んだ。
同年4月10日、ついに機動隊が突入し、本館は解放された。
第3期 三項目闘争
この騒乱の後も、続いて三項目（ガードマン体制即時撤廃、教授会議事録全面公開、能研処分白紙撤回）要求を争点として全共闘が結成され（1969年2月27日）、依然不安定な状態が続いていた。5月14日にはD館が占拠されたが、10月20日に再度機動隊が出動、バリケードが解除された。10月25日には教育区域として指定された区画の周囲に鉄の板が設置され、断絶の象徴となった（1970年4月19日に除去）。カリフォルニア大学からの留学生や、一部教員も加わった全共闘による運動は1970年5月19日の解散まで続けられた。学生運動の火種はくすぶり続けるものの、幾度かの波を経て少しずつ下降線をたどった。
第4期 学費値上げ阻止、11.17公示撤回要求運動
1974年が始まってすぐに、学費の値上げおよび順次引き上げが採用され、これを不服として同年1月16日に「学費値上げ阻止、11.17公示撤回」共闘会議が結成された。2月21日に実力行使に移行し、本館、理学館、図書館、体育館を占拠した。3月6日には封鎖を解除した。4月1日には学費が増額された。1975年には一部の学生が本館および理学館を占拠したが、2月4日から6日までの2日間でしかなく、ICUにおける学生運動の終焉を感じさせるものであった。

### 埼玉大学
日向派の最大拠点だったが、現在は絶滅。

### 静岡大学
法経短期大学部で中核派が存在した以外は全学部を民青同系全学連が掌握。ただし現在は不明。

### 芝浦工業大学
1960年末、学費値上げ反対闘争がおこり、1969年はバリケード封鎖のまま越年、1つの学部の教授会が2分裂するなど、紛争は1971年秋まで続いた。この間、1969年9月18日に学生運動史上初めての内ゲバの死者が出た芝浦工大事件が起こる。これは大宮校舎のバリケード内で仮眠中の埼玉大経済学部自治会の委員長であり、中核派系全学連の中執だった滝沢紀昭が「埼大反戦連合」を名乗る勢力によって襲撃され、墜落死した事件。この事件を契機に全共闘運動から離れた活動家は多い。1970年代以降、東京学芸大学と並ぶ第4インターの拠点として大宮校舎、工学部、芝工大寮を握っていた。1980年代芝工大寮が廃寮。現在、学生運動は壊滅。

### 上智大学
1968年6月5日夕刻、警察が学内に立ち入り、学生が負傷する事件が発生。これをきっかけとして全共闘が組織される。10月18日、一度は解散させられていた全共闘が再結成され、4項目の要求書を大学に提出する。これに対し大学は「全共闘は大学の認めた団体ではない」との理由で回答を拒否。このため11月7日、約180名の全共闘学生が1・3・4号館に突入してバリケードを築く。11月12日、大泉孝学長が辞任し、守屋美賀雄が新学長に就任。12月21日、機動隊導入によって全共闘のバリケードが排除され、大学は臨時休業に入る。翌年4月7日、真田堀グラウンドで開催された全学大会で守屋学長が大学閉鎖の解除を宣言し、108日間におよぶ大学閉鎖は解除された。

### 専修大学
1970年代まで生田キャンパスの文連と文化祭実行委員会を革マルが握っていたが、1979年、解放派が革マルを襲撃、革マル派学生が2人死亡した。その後も学術文化会の名前で細々と活動を継続中。

### 成蹊大学
1968年 - 1969年の全共闘時代は解放派が主流だった。1980年代まで、ノンセクトがいて新聞会や文連を握っていたが、後に消滅した。新聞会は1970年代に休部（のち1996年に復活）に追い込まれている。
- 1963年 - 学生会館闘争。
- 1967年 - 学生会館闘争での牧田君停学処分自主退学勧告に対し校門でハンスト抗議行動。（牧田吉明は三菱重工社長の息子で、アナキストとしてのちに土田・日石・ピース缶爆弾事件の真犯人宣言をしたり、流行の先端をいくライブハウスや広告代理店を立ち上げたりした）。
- 1969年 - 学費学館闘争、5月　成蹊初のバリスト（一号館）。
  - 6月 - 総長室、学長室、総務局長室などを封鎖。一週間後自主解除。
  - 9月 - 法経自治会室、新聞会室ロックアウト。
- 1974年 - 学費値上げ阻止闘争
  - 12月 - 全学ロックアウト。
- 1975年 - 学費値上げ阻止闘争
  - 3月 - 卒業式の前日に13名処分（無期停学7人、訓告6人）。裁判闘争へ。
- 1988年ごろ - ノンセクトの社会科学研究会が消滅し、以後学生運動は存在しない。

### 中央大学
1960年代に、いわゆる安保闘争に加えて、学生会館の自主管理闘争（1965-66年）、学費値上反対闘争（1967-68年）が起こり、ストライキなどの結果、いずれも学生側の勝利に終わった。これに危機感を抱いた大学の理事者側は1968年6月、弱腰と見られた教授会の上部組織として「常置委員会」の設置を発表。これを「大学自治」の危機と捉えた学生側は同年12月、「全学中央会議（全中闘）」を結成。「昼間部自治会」とサークル組織であった「学友会」は、闘争に関する権限を全中闘に集約し、全面対決となった。その後、本学は神田カルチェ・ラタン闘争を主導していく。1969年に全学ストライキからバリケード封鎖、機動隊導入による排除と大学当局によるロックアウトという事態となり、半年間の中断を経て授業を再開したものの、文化系のサークル活動は壊滅状態で、学内はブント系各派（主に2派）、革マル派、サークルを母体としたノンセクト派、社青同協会派、民青同盟が入り乱れて一触即発状態が長く続いた（現在は社青同協会派は自然衰退しており、革マル派は微弱ながら学友会の中で存在している）。
1978年の文系4学部の多摩キャンパス移転が近づくと、他大学では衰退期に入っていた学生運動が、移転後のサークル室の確保、下宿や通学の見通しの情報不足、遠隔地（後楽園キャンパス）に残る理工学部のサークル活動への不安などの要素もあって、再び盛り上がる。この運動は、学友会の再建運動（1979年に紛争後初めての中央委員会が開催された）、白門祭の復活（それまでは自治組織壊滅により「大学祭」として大学当局主導で行われていたが、セクト間のトラブルでしばしば中止になっていたものを学生主体の「学園祭」として再開）へと続いた。しかしやがて、多摩キャンパスでの学生生活が落ち着くにしたがって、他大学と同様、学生運動は徐々に衰退していった。

### 筑波大学
筑波大学の前身の東京教育大学時代には、末期に筑波移転および筑波大学への移行をめぐって筑波移転反対闘争が起きた。
新設大の中でも特に新しい大学である筑波大には当初学生運動そのものが存在せず、大学側も学生運動を極力排除する方針で学内の管理を厳に行い、貼り紙や立て看板なども厳しく制限し、従わない学生には強権を持って排除し、学内の綱紀を保っており、管理型大学の見本としてあった。
それでも、1970年代の学生運動ピーク時にはノンセクトによる学生運動が他大の支援を受けつつ活発化、1980年に反処連（ノンセクト）と社会学類等の全処連（社青同協会反主流派）による、開学初の集会と学内デモが行われた（筑波大学園祭闘争）。全処連のリーダーだった福嶋浩彦（後に日本社会党公認で我孫子市議→市長）は、無期停学処分を受けた。
しかしながら、学生運動側も国会に議席を持つ政党に比較的近い立場だったこともあり、血なまぐさい事件はおきていない。そもそも先述の闘争自体、学園祭を開きたいという政治思想というよりは単純に若年の学生としての欲求がきっかけという、他の大学の状況からすれば牧歌的とも言えるものだった。
それをピークに再び運動は下火になり、現在では活動する学生は極少数にとどまり、訪問者がその痕跡を見つけることはむずかしい。

### 東京大学
1968年、医学部の学生がインターン制度に代わる登録医制度に反対し、無期限ストに突入したのを皮切りに東大紛争、東大安田講堂事件へとつながる。

### 東京芸術大学
1960年代には現アートディレクターの北川フラムが大学全共闘リーダーとして1人でバリケードを作った（が決壊した）ほか、70年前後には高校在学時以来、馬場憲治らと活動していた音楽家の坂本龍一らが参加するなどといった形で、いくつかの動きがあったものの活動は断片的であり、結果的に終息に追い込まれている。

### 東京神学大学
東京神学大学では大阪万博でのキリスト教館建設の是非をめぐって推進派（教会派）と反対派（社会派）の対立が起こり、教授会は推進派の北森嘉蔵教授に対する暴行を止めなかったとして反対派を激しく非難した。これに対して反対派の学生側は全学バリケード封鎖を行ったため、大学当局は機動隊導入によってバリケード封鎖を解除した。東神大全共闘は1971年1月に解散し、70人の学生が大学を去った。
この騒動は青山学院大学にも飛び火し、東神大除籍者2名の編入学をめぐって神学科教授会と理事会が対立する事態となり、1977年に青学大の文学部神学科は廃止されるに至った。

### 同志社大学
1949年に各学部自治会やサークルを統括する全学自治組織として「学友会」が設立された。1958年にブントが結成されると、同志社大学友会は関西におけるブントの拠点として機能した。1977年5月19日、これに反発する学内の大成寮と学術（社会科学）系サークルを中心としたグループが学友会執行部を握り、以後はノンセクト・アンチセクト化、この学術（社会科学）系を中心に各サークルから学友会執行部に活動家学生を供給することで、役員を確保する体制が続いた。しかし、学術（社会科学）系サークルが80年代から相次いで消滅したことで、学友会活動の中心的な担い手も減少した。また、90年代前半に50%を超えていた学部自治会の代表選挙の投票率も、2003年には9%にまで落ち込み、学生の関心の低さを示した。2003年12月、中央委員会は現状では役員立候補者を確保することが困難であり、将来的には学友会が自然崩壊する恐れがあるとして解散を決定。2004年4月30日をもって各学部自治会（神学部自治会は翌年解散）とともに学友会は解散した。活動休止を選択しなかった理由について、当時の委員長は後年の産経新聞によるインタビューに対し、カルト宗教や政治セクトによる学友会組織の乗っ取りや僭称を防ぐために解散したと答えている。また学友会解散にあたり、『「同志社の栞」資料集 学友会の《主張》 1957〜2004』同志社大学学友会残務整理委員会、元学友会事務職員・水野裕之らによって出版されている。

### 東北大学
1960年代後半は解放派の拠点だった。1970年以降、解放派は日就寮襲撃事件で影響力が低下、中核派が進出した。1990年代まで、中核派と解放派、ノンセクトが共存し、民青と対立していた。1990年代半ばに民青の自治会を中核・ノンセクト連合が奪還した。現在でも「学生自治会」と称する組織がビラまきやアジ演説などを行っているが、耳を貸す学生は少数である。

### 東洋大学
1960年代後半は解放派が第1社自、第2社自、文連などを押さえ全共闘の主流派だった。1970年代は「セクトのデパート」と呼ばれ、中核、革マル、解放、第4インター、フロント、プロ青同、L学同、人民連帯、赤軍プロ革、社青同協会派、民学同新時代派、民青がごった煮状態で共存していた。1977年、経自再建（のち崩壊）。1979年、反移転・学費闘争。

### 日本女子大学
1970年代は自治会を社青同協会反主流派が握り、バリストも行われていた。

### 法政大学
全共闘時代、「セクトのデパート」と呼ばれていた。最大勢力の中核派、一時は『中核派』をしのぐ勢いがあった解放派、ML、フロント、革マル派、マル戦派、武装蜂起準備委員会が活動していた。1970年代以降は、中核派が他党派を放逐し、一文・一法・一経・経営・二部教養の自治会を掌握、支配権を確立した。
ノンセクトは、一社や二教、府中寮の自治会、第一文化連盟（一文連）・第二文化連盟（二文連）・学生団体連盟（学団連）、任意団体連合（任連）などサークル団体執行部を握り、黒ヘルノンセクトの法大全共闘として活発な活動を行ってきた。1970年中核派による革マル派・海老原殺害事件を口実にして大学当局は、殺害現場となったサークルボックスのある六角校舎を解体するとともに、夜間休日学生立ち入り禁止など「三条件六項目」によるロックアウト体制を強行、飯田橋本校地区全体を取り囲む鉄柵を設置し、「法大動物園」を現出させた。
1971年学費値上げに対して、法大全共闘は、サークルボックスを含む学生会館建設に当たっての学生自主管理を掲げ、学費学館闘争として決起した。一方で中核派は入管闘争を主として闘い、学内闘争の場面においては、学費学館闘争を機に、黒ヘルノンセクトの法大全共闘が台頭していく。特に、学館闘争は自治会よりもサークル団体の問題として広範なサークル員に共感を広げ、各サークルに闘争委員会ができ、一文連のサークル共闘会議など、法大全共闘の主力を担っていった。当時62年館（市ヶ谷地区）を拠点にしていた日共系が運営に当たっていた生協の主導権をめぐり、学館での生協運営について学生連盟総会で日共系生協を排除したことに対して、1973年6月19日夕刻から、九段会館で開催されていた不破哲三の集会に集まった民青部隊と本校に潜入していた部隊が、本校防衛に当たっていた法大全共闘と正門と55年館などで激突、竹ヤリ、投石によるゲバルト戦が繰り広げられ、飯田橋・市ヶ谷一帯は麹町署による戒厳下に置かれた。学館をめぐる闘いは、法大全共闘によって数次の泊まり込みによる夜間ロック粉砕・三条件六項目解体闘争が行われてきたが、73年11月14日、自治会・サークル員を中心に泊まり込み闘争に決起、70数名の逮捕者を出し、一気に闘いの高揚期を迎えた。また、法大全共闘は、1974年狭山闘争の高揚を前に部落問題研（解放研）とともに「狭山差別糾弾闘争連絡会議（狭糾連）」を結成、日共＝解放同盟正常化連による「橋のない川」上映運動反対闘争、10・31寺尾判決糾弾闘争などを展開した。三里塚（浅川団結小屋労学連）などの現地闘争や日大・中大・明大・電通大のノンセクトとともに五大学共闘を形成して街頭デモなど共同闘争を展開した。
こうした大衆的実力闘争を重ねてきた法大全共闘は、時に中核派の意に沿わないとして放逐されることもある。その後1980年代に入り、対革マル戦争を終息させた中核派が法大に戻り、黒ヘル系法大全共闘を暴力的に排除した。多摩移転後の一社自は全国唯一のノンセクト自治会だったが、1990年代半ばに非公認化となる。市ヶ谷の自治団体を握っていた中核派も2000年代に入ると経営学部自治会が非公認になり、学生会館の取り壊しも手伝ってかその勢力を大きく落とした。
2006年には学生運動に対する一斉検挙が行われた。
2008年5月には法政大学文化連盟が中核派系全学連と共に学内デモを実行し、活動家33名が逮捕された。しかし2008年4月の“学生が警備員に暴行した”とされ逮捕された問題では、警備員の行為が警備業法に違反する実力行使であった事実が認定され無罪判決が下っている。

### 武蔵工業大学
1960年代は学友会、育励会、文連を中核派が握っていたが、解放派と社青同太田派がヘゲモニーを握った。第1次羽田闘争では、解放派の出撃拠点だった。1970年代前半に太田派から分派した人民の力派の拠点となり、さらに人民の力派から除名されたグループの学生組織であるL学同が1970年代を通じて学友会、育励会を握っていた。1980年代に入り壊滅状態となった。

### 明治大学
1968年〜1969年、東京・神田駿河台の明大通りで起きた暴動事件（神田カルチェ・ラタン闘争）など、学生運動が活発な大学の1校であった（明大紛争）。しかし、1970年代前半に崩壊し、その後再建された学生会および学苑会（二部の全学自治会）は中執=解放派、営自・二文自=竹内ブント、商自=人民連帯、社研=L学同の明大4派共闘。また反勝共反原理首都圏共闘会議に集うノンセクトや赤色戦線などがいた。
1975年春に、和泉校舎の学館に迷い込んだ新入生が革マル派のスパイと誤認され、解放派に暴行を受ける事件が発生。
1982年頃、明大生協（8号館）闘争の折、明大4派共闘は、対立したノンセクトや赤色戦線を明治から実力で放逐。
1990年代に入ると、解放派の最大拠点校となり、「全人民解放の砦」と謳われた。竹内ブントは二文自、また地下サークル連合をアナキストが握っていた。2000年代になって当局より解放派は放逐された。
- 東京大学で発生した東大安田講堂事件では警視庁と対立した学生運動側の幹部を明治大学生が務めていた。
- 2009年時点では入学試験などの日程を中心に受験生に対して明大当局打破を呼びかけるビラ配布や拡声器による情宣を行うなど勢力は落ちたものの活動を続けている。

### 桃山学院大学
自治会から生協まで赤軍派が掌握。生協の書店部の店頭には赤軍派の機関誌が平積みにされていた。

### 山形大学
- 1978年3月26日・山形大における自治会活動を中心的に担ってきた新山幸男をはじめとする部隊が、成田空港管制塔突入部隊に呼応し、同空港第9ゲートからトラックで突入。警察の発砲を受け、トラックに積載した廃油が発火。新山は全身やけどの重傷を負うが、そのまま手錠をかけられ成田国際空港警察署に約6時間放置された後、警察病院に搬送。その後、数次にわたる皮膚の再生手術を受けたが同年6月13日、24歳で死亡した。

- 1998年 - 学生寮の廃寮攻撃に対しノンセクトが反対運動。
- 2000年 - 寮生の4人が逮捕され、寮の強制捜査が行われる。
- 2001年2月19日 - 明け渡し仮処分に基づく執行が機動隊を使って強制的に行われた。寮生および支援の学生（約80人）が座り込みで抗議。

### 和光大学
1970年代までサークル連合のノンセクトと文化祭実行委員会を握る革マルが共存。1980年代に入り中核派が進出。

### 民族派
民族派では、かつては、民族派学生組織として活動していた生長の家学生会全国総連合は、今はエコロジー保守に近い立場の宗教的なサークル集団となっており、SEALDsに参加するメンバーも存在するなど、右翼色は軽減されている。一方で、民族派でも全日本学生文化会議のようにいまだに活動している組織もある。

## 学生運動を描いた作品

### 小説
- 桐山襲『風のクロニクル』
- 倉橋由美子『パルタイ』
- 鴻上尚史『僕たちの好きだった革命』
- 佐藤優『私のマルクス』
- 柴田翔『されど　われらが日々――』
- 高橋和巳『憂鬱なる党派』
- 立松和平『光の雨』
- 筒井康隆『革命のふたつの夜』
- 中野正夫『ゲバルト時代　Since1967〜1973 あるヘタレ過激派活動家の青春』
- 野沢尚『反乱のボヤージュ』
- 兵頭正俊『死間山』
- 三田誠広『僕って何』
- 三田誠広『漂流記1972』
- 村上龍『69 sixty nine』
- 横田良『月の沙漠』
- 架神恭介『ダンゲロス1969』
- 小池真理子『水の翼』『望みは何かと聞かれたら』
- 髙見澤俊彦 『音叉』
- 伊東潤『ライトマイファイア』
- 宗田理『ぼくらの七日間戦争』 - ストーリーに日大闘争からの影響がある。

### ノンフィクション
- 夏堀正元『小樽の反逆 小樽高商軍事教練事件』岩波書店、1993年　ISBN 9784000002516
- 奥浩平『青春の墓標』
- 佐々淳行『東大落城』
- 島泰三『安田講堂 1968-1969』中央公論新社〈中公新書〉
- 高野悦子『二十歳の原点』
- 高橋和巳『わが解体』
- 日本大学文理学部闘争委員会書記局編『叛逆のバリケード-日大闘争の記録』
- 宮崎学『突破者-戦後史の陰を駆け抜けた50年 上』
- 女たちの現在を問う会 (編集)「全共闘からリブへ 1968.1-1975.12 (銃後史ノート戦後篇)」1996年 ISBN 978-4755400575

### 歌集
- 岸上大作『意思表示』
- 道浦母都子『無縁の叙情』

### 映画（書籍の映画化作品は除く）
- 『日本の夜と霧』（監督:大島渚）
- 『偽大学生』（監督：増村保造）
- 『鬼畜大宴会』（監督：熊切和嘉）
- 『実録・連合赤軍 あさま山荘への道程』（監督：若松孝二）
- 『コクリコ坂から』（監督：宮崎吾朗）

### ドラマ
- 『父よ、あなたはえらかった〜1969年のオヤジと僕』（TBS）
- 『1970ぼくたちの青春』（フジテレビ）1991年6月21日放送

### 音楽
- バンバン「『いちご白書』をもう一度」
- THE ALFEE「ROCKDOM -風に吹かれて-」「幻夜祭」「シュプレヒコールに耳を塞いで」「ジェネレーション・ダイナマイト」「Swinging Generation」「終わりなきメッセージ」「ロンサム・シティ」
- 中村雅俊「急がば笑え」(作詞・作曲：高見沢俊彦)
- 加藤登紀子「ひとり寝の子守唄」
- 森田童子「球根栽培の唄」「みんな夢でありました」

### マンガ
- 吾妻ひでお『我れらのアイドル ポップタン』
- かわぐちかいじ『メドゥーサ』
- 真崎守『共犯幻想』
- 山本直樹『レッド』
- 松本光司『クーデタークラブ』
- 山本夜羽『マルクスガール』
- カサハラテツロー『RIDEBACK』

### ゲーム
- 恋色空模様(すたじお緑茶)